# Economia da América do Sul

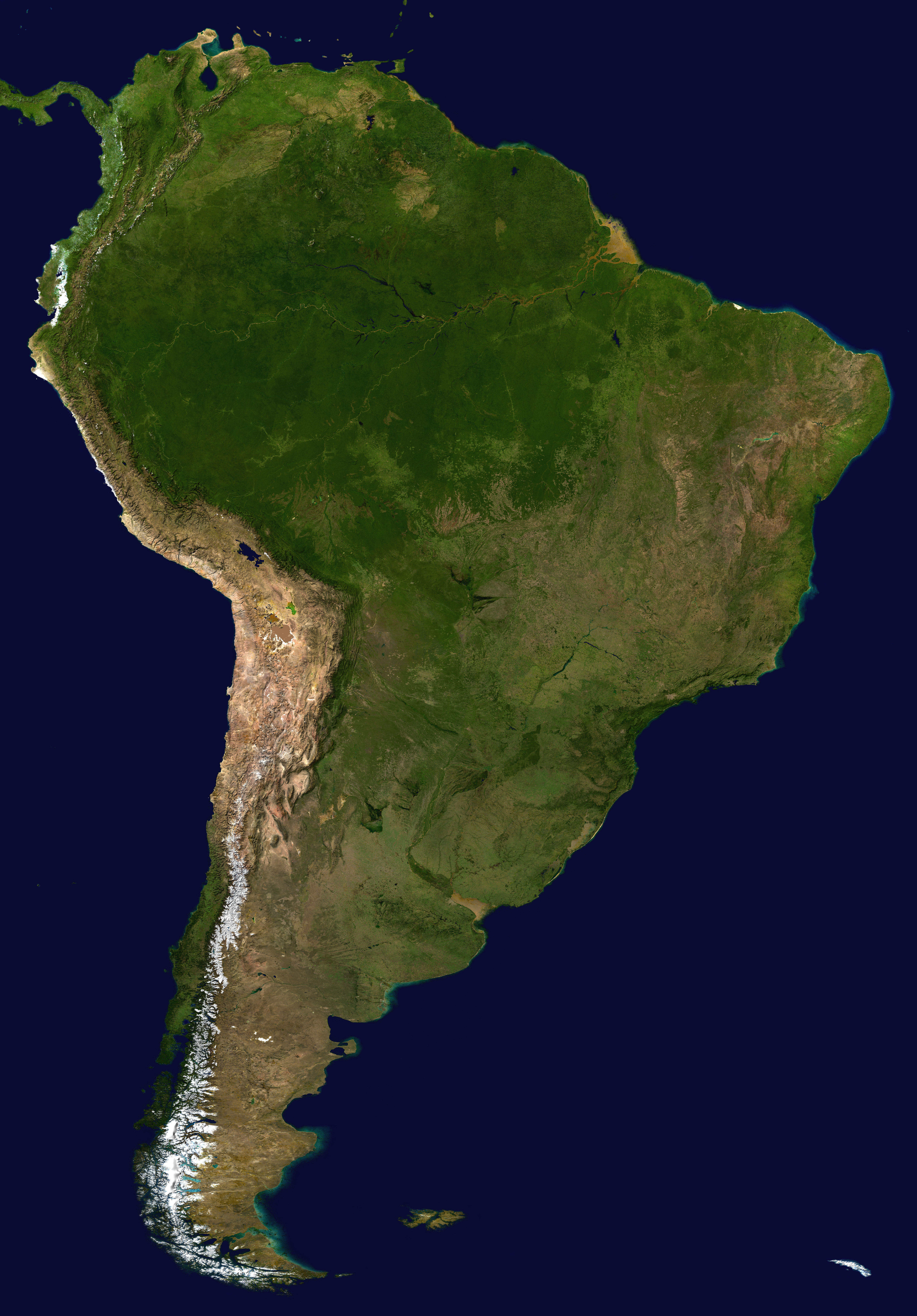
América do Sul, imagem a partir de satélite

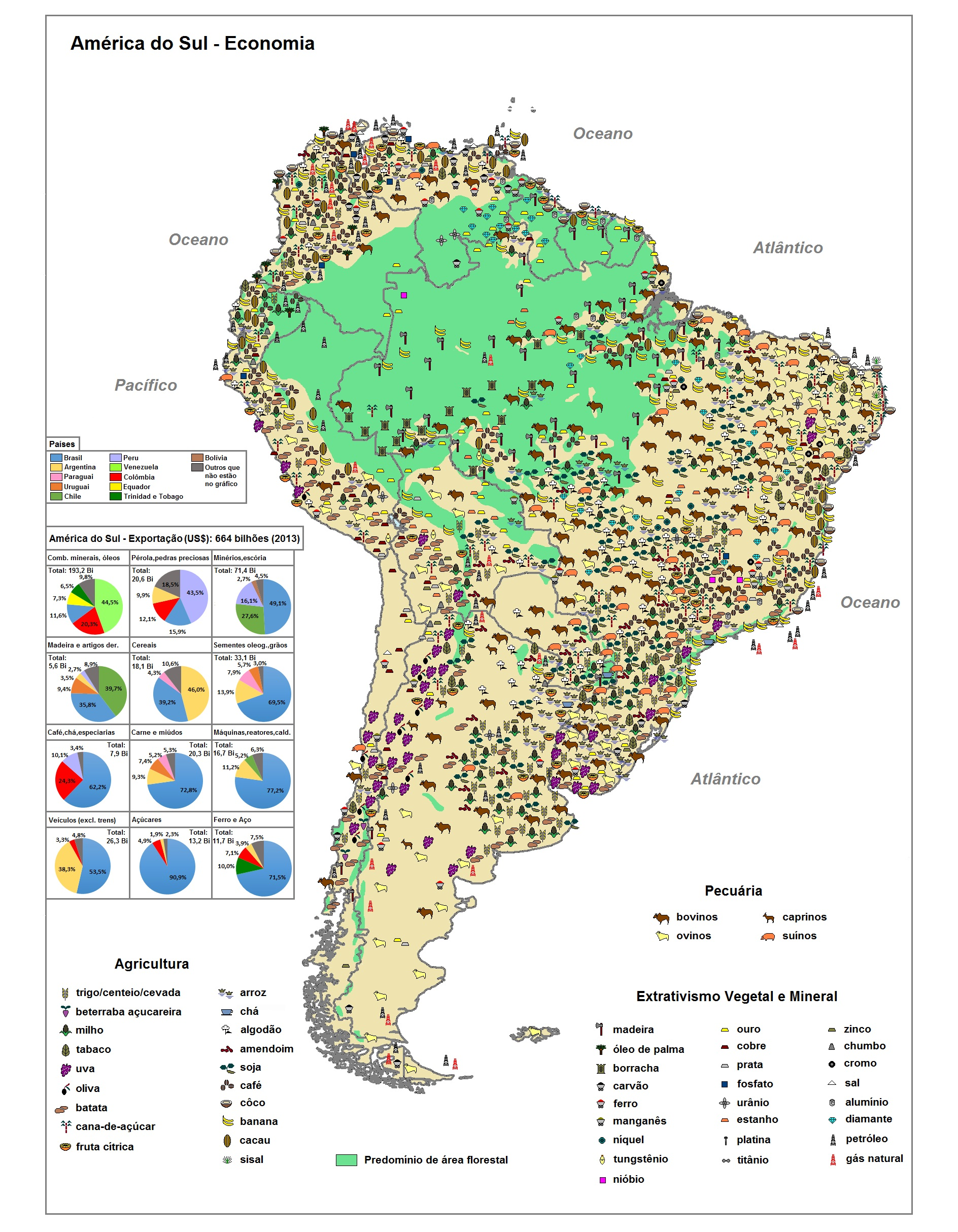
Agricultura, Pecuária, Extrativismo e Principais exportações da América do Sul

A Economia da América do Sul experimentou, a partir de 1930, um notável crescimento e diversificação na maioria dos setores. Grande parte dos produtos agrícolas e pecuaristas é destinada ao consumo local e ao mercado interno. No entanto, a exportação de produtos agrícolas é fundamental para o equilíbrio da balança comercial na maioria dos países.
Os principais cultivos agrários são justamente os de exportação, como a soja e o trigo.
A produção de alimentos básicos como as hortaliças, o milho ou o feijão é grande, mas voltada para o consumo interno. A criação de gado destinada à exportação de carne é importante na Argentina, no Paraguai, no Uruguai e na Colômbia. Nas regiões tropicais os cultivos mais importantes são o café, o cacau e as bananas, principalmente no Brasil, na Colômbia e no Equador. Por tradição, os países produtores de açúcar para a exportação são: Peru, Guiana e Suriname, sendo que no Brasil, a cana-de-açúcar também é utilizada para a fabricação de álcool combustível. Na costa do Peru, noroeste e sul do Brasil cultiva-se o algodão.
Cinquenta por cento da superfície sul-americana está coberta por florestas, mas as indústrias madeireiras são pequenas e direcionadas para os mercados internos. Nos últimos anos, no entanto, empresas transnacionais vêm se instalando na Amazônia para explorar madeiras nobres destinadas à exportação. 
As águas costeiras do Pacífico da América do Sul, são as mais importantes para a pesca comercial. A captura de anchova chega a milhares de toneladas, e também é abundante o atum, dos quais o Peru é um grande exportador. A captura de crustáceos é notável, particularmente no nordeste do Brasil e no Chile. A industrialização e o processamento de alimentos é uma das atividades mais importantes do setor secundário. Outras indústrias se localizam nas proximidades das grandes cidades, como as refinarias de petróleo, as siderúrgicas de ferro e aço, cimento, manufaturas e fábricas de bens de consumo tais como tecidos, bebidas, carros, eletrodomésticos, equipamentos mecânicos e elétricos e plásticos.

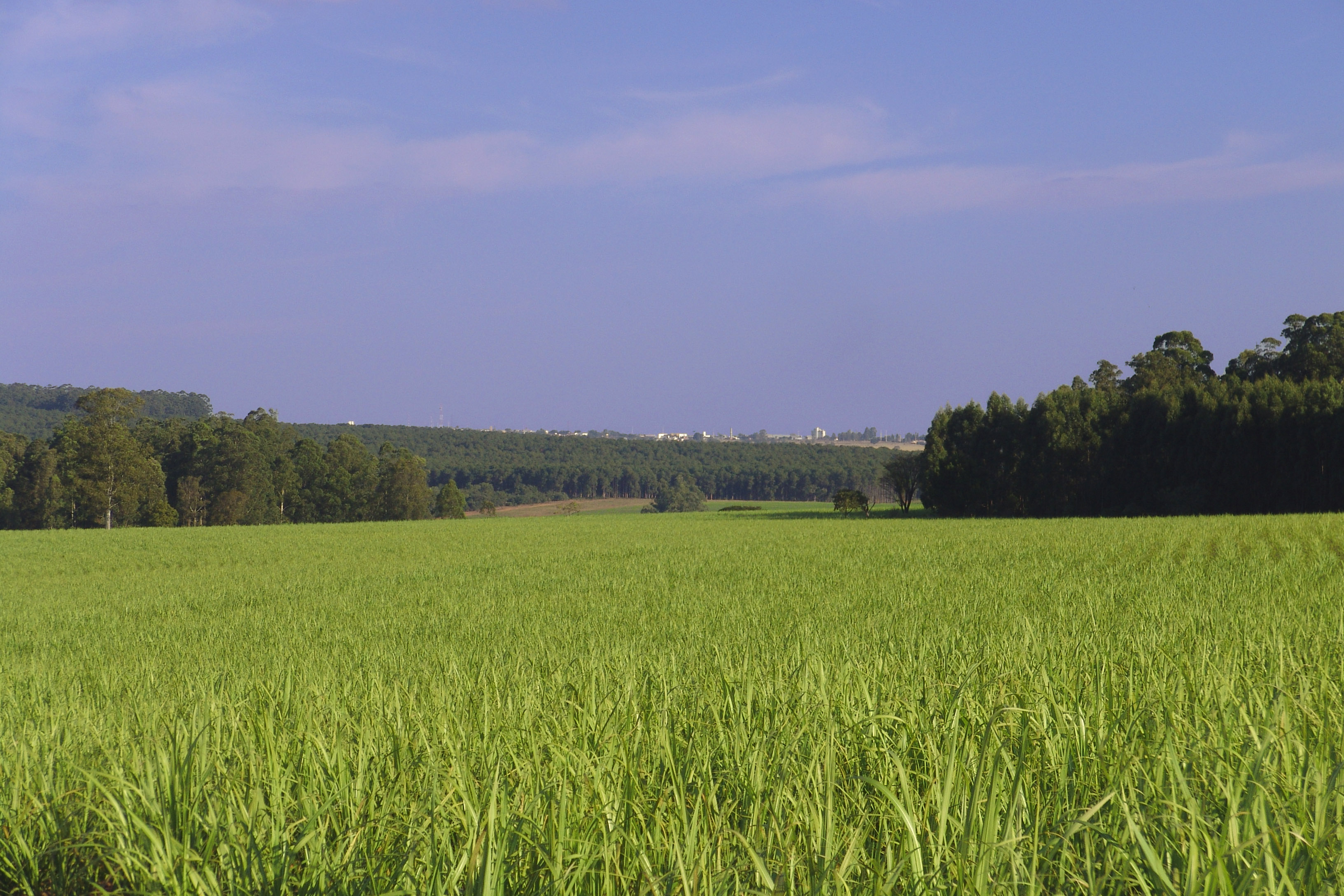
Cana-de-açúcar em São Paulo. Em 2018, o Brasil era o maior produtor mundial, com 746 milhões de toneladas. A América do Sul produz metade da cana-de-açúcar do mundo.

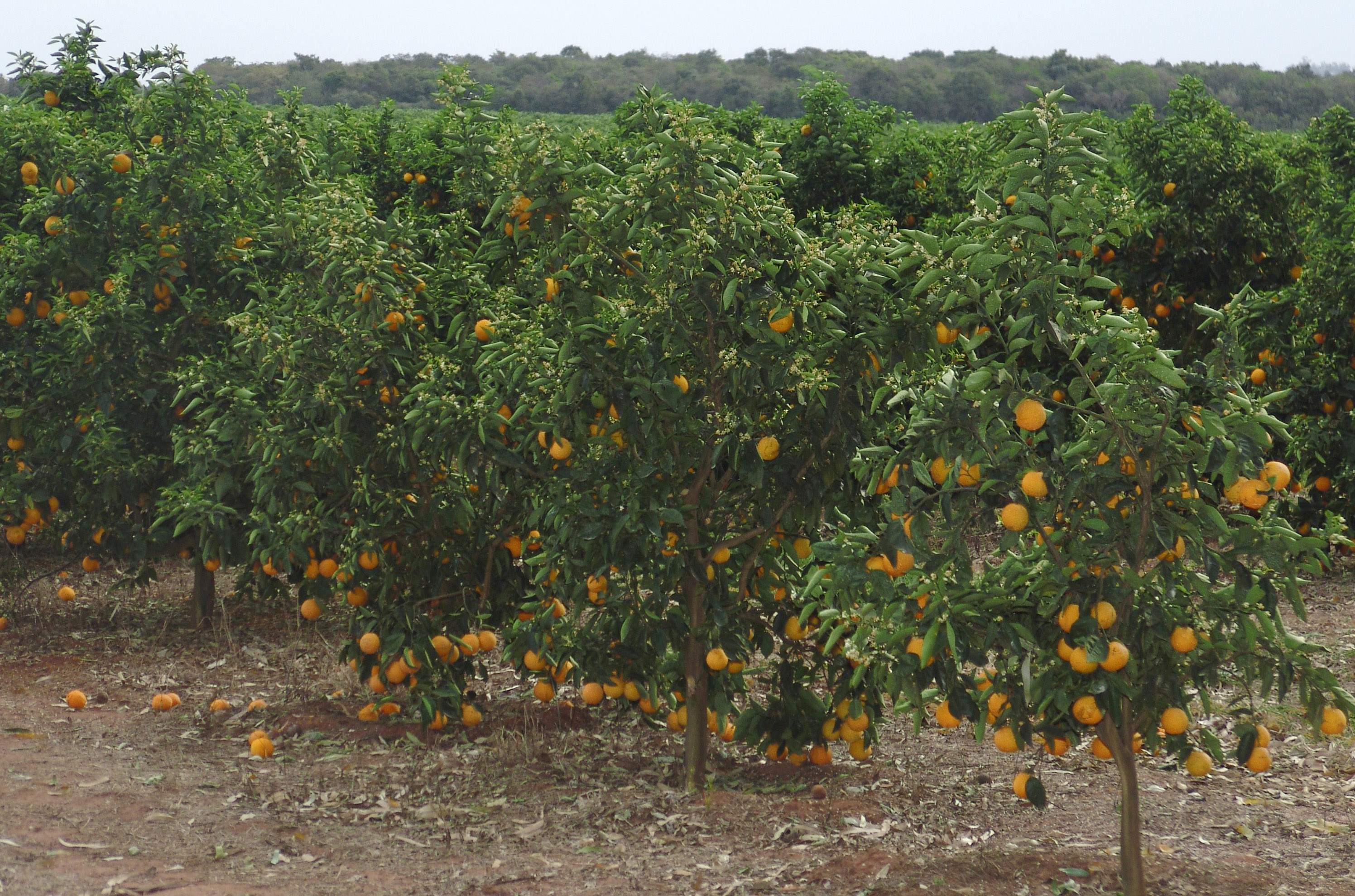
Laranja em São Paulo. Em 2018, o Brasil era o maior produtor mundial, com 17 milhões de toneladas. A América do Sul produz 25% das laranjas do mundo.

O comércio intercontinental da América do Sul se realiza prioritariamente com os Estados Unidos, a Europa Ocidental e o Japão. O petróleo e seus derivados constituíram um componente importante desse comércio internacional, mas nos últimos anos se desenvolveu a tendência ao autoabastecimento, com o Brasil acabando com suas compras no Oriente Médio, devido à autossuficiência. O comércio dentro do subcontinente foi promovido, a partir de 1960, por instituições regionais de integração, dentre as quais as mais importantes são a Associação Latino-Americana de Integração (ALADI), a Comunidade Andina, e em especial o Mercosul, formado inicialmente por Argentina, Brasil, Paraguai e Uruguai, ao qual aderiram depois o Chile, a Bolívia e a Venezuela.
| País      | PIB (nominal) de 2006 | PIB (PPC) de 2005 | PIB (PPC) per capita de 2005 | IDH de 2007 | IDH de 2018 |
| --------- | --------------------- | ----------------- | ---------------------------- | ----------- | ----------- |
| Argentina | 212 702               | 558 860           | 14 838                       | 0,866       | 0,830       |
| Bolívia   | 10 828                | 26 087            | 2 945                        | 0,729       | 0,703       |
| Brasil    | 1 067 706             | 1 804 765         | 10 022                       | 0,813       | 0,761       |
| Chile     | 145 205               | 196 401           | 13 254                       | 0,878       | 0,847       |
| Colômbia  | 135 075               | 350 797           | 7 630                        | 0,807       | 0,761       |
| Equador   | 40 447                | 60 173            | 4 475                        | 0,806       | 0,758       |
| Guiana    | 870                   | 3 456             | 4 799                        | 0,729       | 0,670       |
| Paraguai  | 8 773                 | 29 297            | 4 799                        | 0,761       | 0,724       |
| Peru      | 110 789               | 232 089           | 7 373                        | 0,806       | 0,759       |
| Suriname  | 2 112                 | 3 018             | 5 883                        | 0,769       | 0,724       |
| Uruguai   | 19 221                | 34 620            | 101 03                       | 0,865       | 0,808       |
| Venezuela | 181 608               | 174 604           | 5 777                        | 0,844       | 0,726       |

## Agricultura

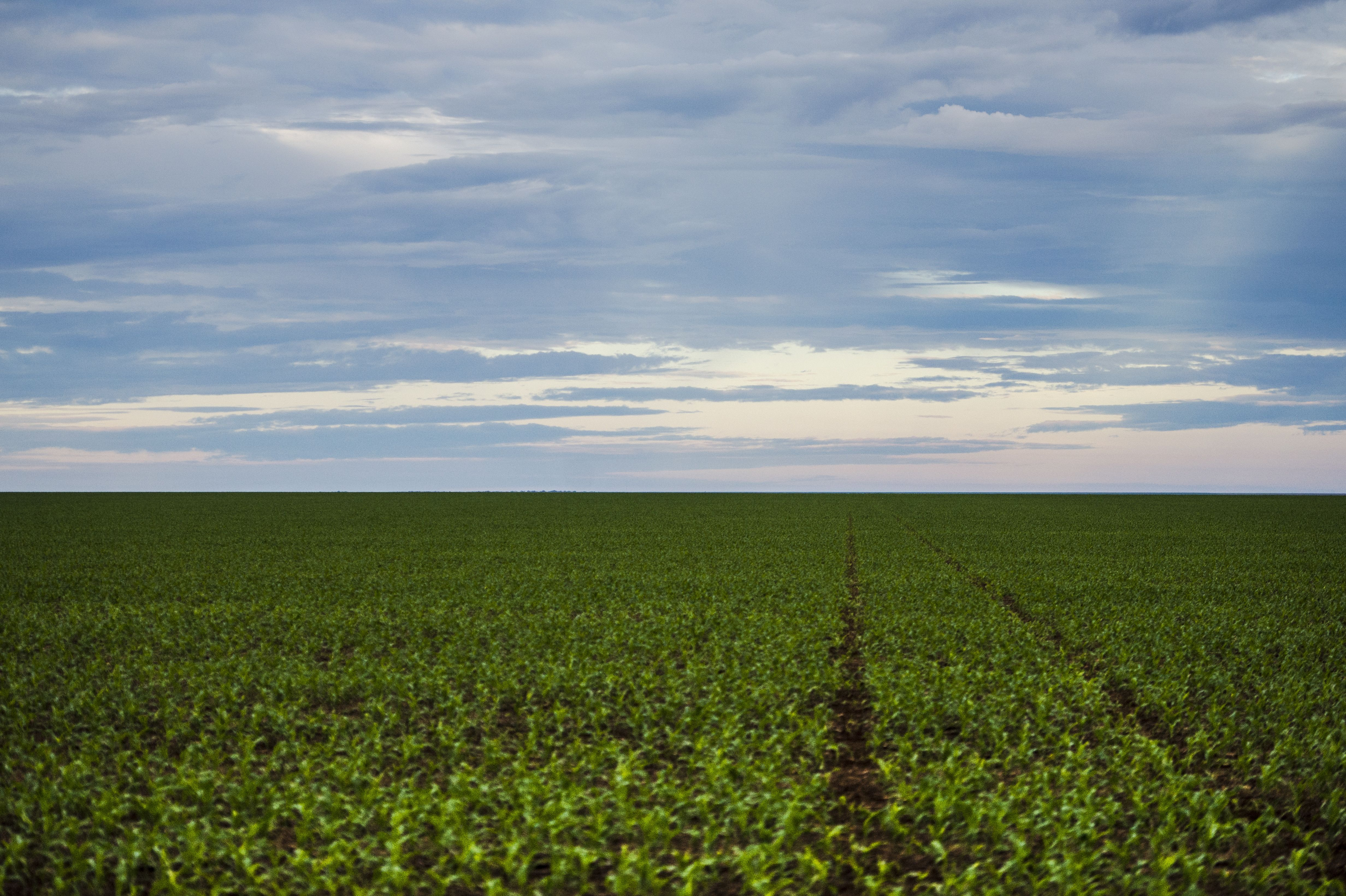
Plantação de soja no Mato Grosso. Em 2020, o Brasil era o maior produtor mundial, com 130 milhões de toneladas. A América do Sul produz metade da soja do mundo.

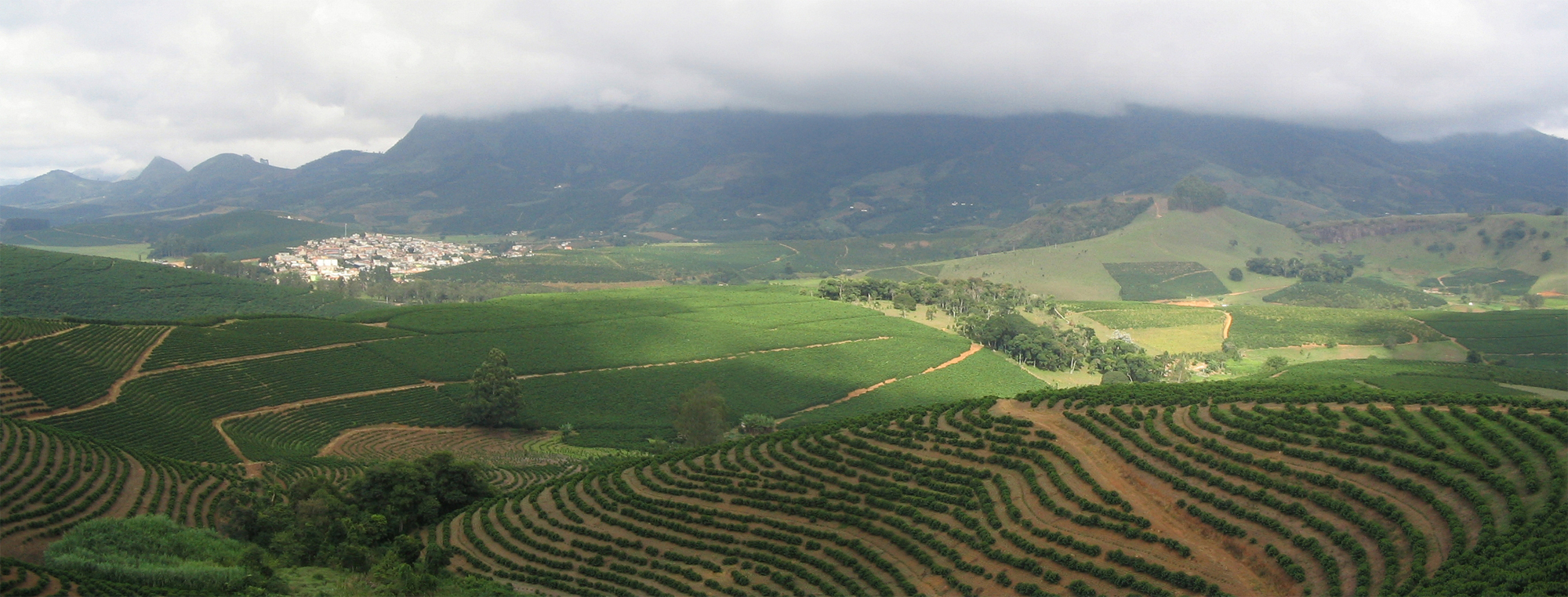
Café em Minas Gerais. Em 2018, o Brasil era o maior produtor mundial, com 3,5 milhões de toneladas. A América do Sul produz metade do café do mundo.

Os quatro países com a maior agricultura na América do Sul são Brasil, Argentina, Chile e Colômbia:
- O Brasil é o maior produtor mundial de cana-de-açúcar, soja, café, laranja, guaraná, açaí e castanha do pará; é um dos cinco maiores produtores de milho, mamão, tabaco, abacaxi, banana, algodão, feijão, coco, melancia e limão; e é um dos 10 maiores produtores mundiais de cacau, caju, abacate, caqui, manga, goiaba, arroz, sorgo e tomate;
- A Argentina é um dos cinco maiores produtores mundiais de soja, milho, girassol, limão e pêra, um dos 10 maiores produtores mundiais de cevada, uva, alcachofra, tabaco e algodão e um dos 15 maiores produtores mundiais de trigo, cana-de-açúcar, sorgo e toranja;
- O Chile é um dos cinco maiores produtores mundiais de cereja e cranberry e um dos 10 maiores produtores mundiais de uva, maçã, kiwi, pêssego, ameixa e avelã, com foco na exportação de frutas de alto valor;
- A Colômbia é um dos cinco maiores produtores mundiais de café, abacate e óleo de palma, e um dos 10 maiores produtores mundiais de cana-de-açúcar, banana, abacaxi e cacau;
- Peru é um dos cinco maiores produtores de abacate, mirtilo, alcachofra e aspargos, um dos 10 maiores produtores mundiais de café e cacau, um dos 15 maiores produtores mundiais de batatas e abacaxi, e também tem uma produção significativa de uva, cana-de-açúcar, arroz, banana, milho e mandioca; sua agricultura é notavelmente diversificada;
- A agricultura do Paraguai está em desenvolvimento, sendo atualmente o sexto maior produtor de soja do mundo e entrando na lista dos 20 maiores produtores de milho e cana do açúcar.[1]

## Pecuária

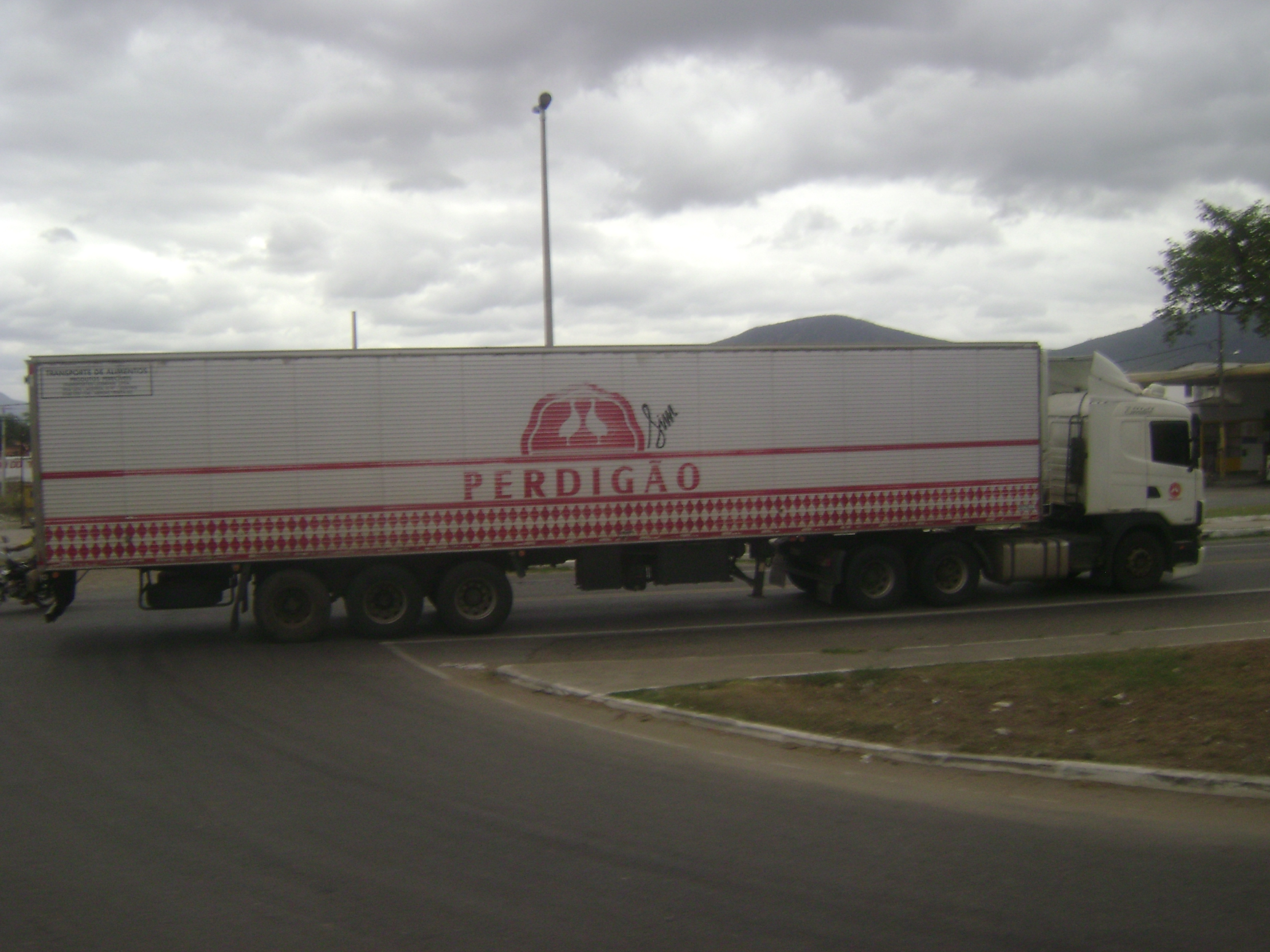
Caminhão de uma empresa de carnes no Brasil. A América do Sul produz 20% da carne bovina e de frango do mundo.

O Brasil é o maior exportador mundial de carne de frango: 3,77 milhões de toneladas em 2019. O país é dono do segundo rebanho do maior rebanho bovino do mundo, 22,2% do rebanho mundial. O país foi o segundo maior produtor de carne bovina em 2019, responsável por 15,4% da produção mundial. Foi também o terceiro maior produtor de leite do mundo em 2018. Este ano o país produziu 35,1 bilhões de litros. Em 2019, o Brasil era o 4.º maior produtor de carne de porco do mundo, com quase 4 milhões de toneladas.
Em 2018, a Argentina era o quarto maior produtor de carne bovina do mundo, com uma produção de 3 milhões de toneladas (atrás apenas dos Estados Unidos, Brasil e China). O Uruguai também é um grande produtor de carne bovina. Em 2018, produziu 589 mil toneladas.
Na produção de carne de frango, a Argentina está entre os 15 maiores produtores do mundo, e Peru e Colômbia entre os 20 maiores. Na produção de carne bovina, a Colômbia é um dos 20 maiores produtores do mundo. Na produção de mel, a Argentina está entre os cinco maiores produtores do mundo e o Brasil entre os 15 maiores. Em termos de produção de  leite de vaca, a Argentina está entre os 20 maiores produtores do mundo.

## Mineração

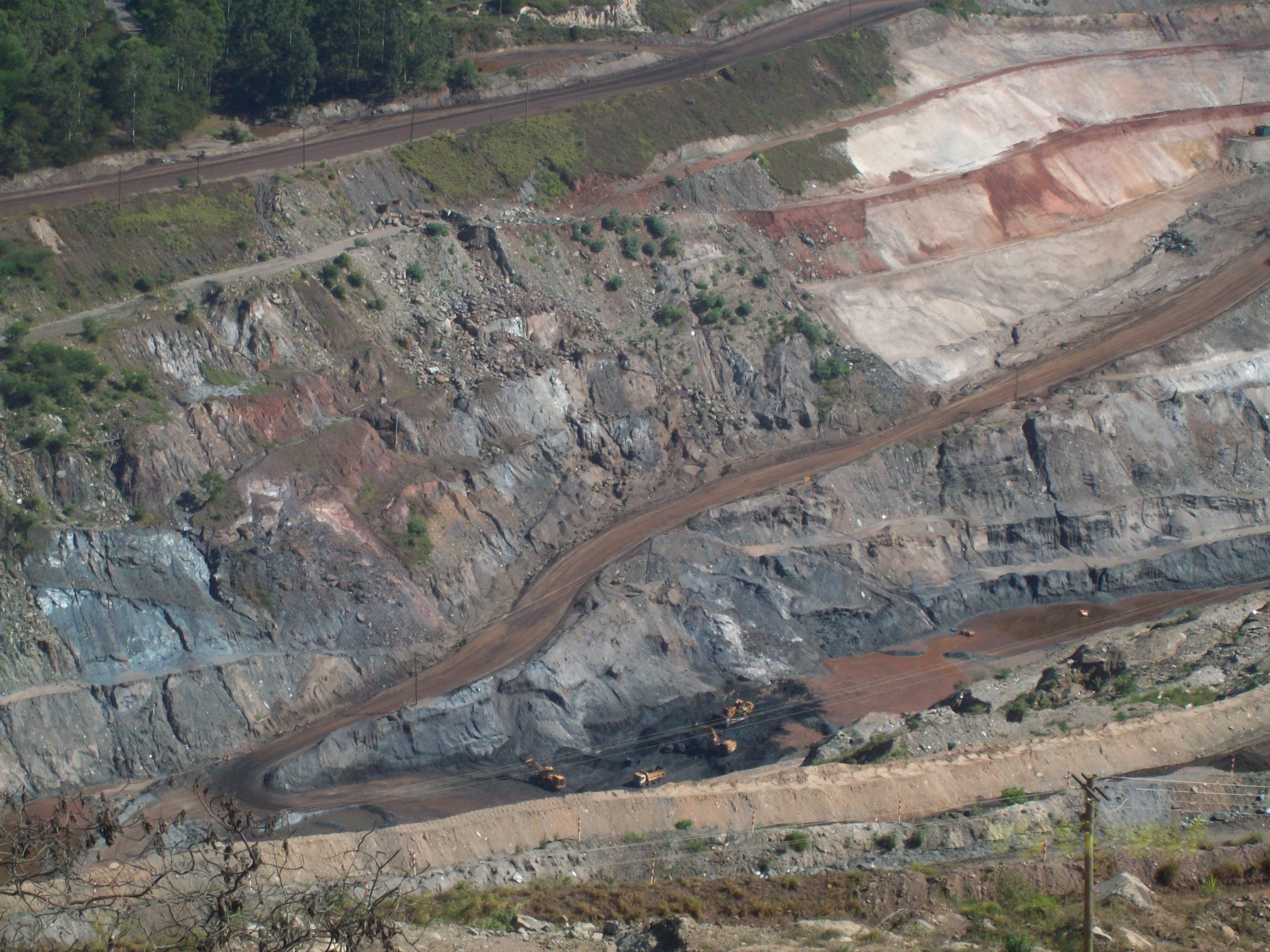
Mina de ferro em Minas Gerais

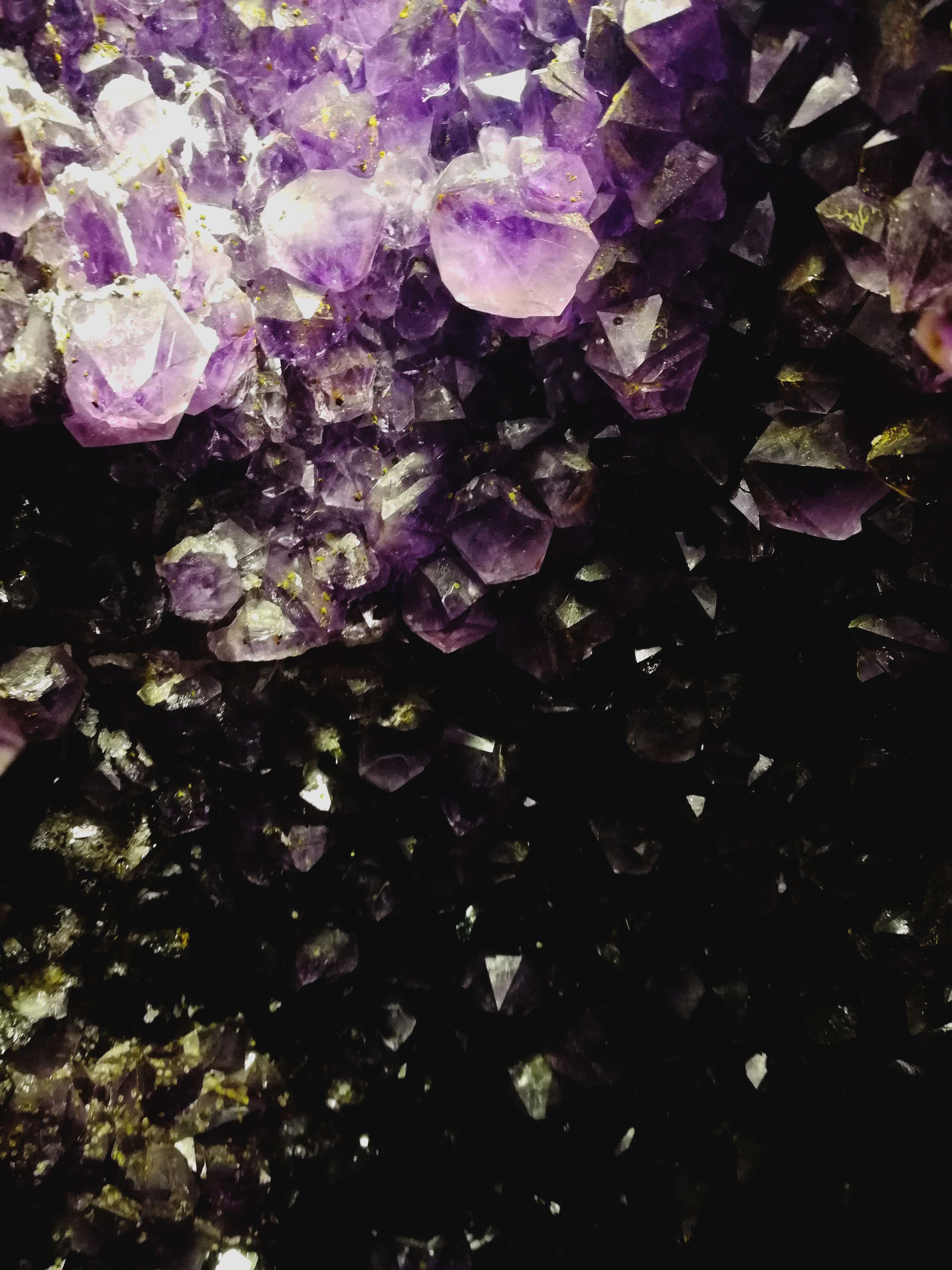
Mina de ametista em Ametista do Sul. A América do Sul é um grande produtor de gemas como ametista, topázio, esmeralda, água-marinha e turmalina.

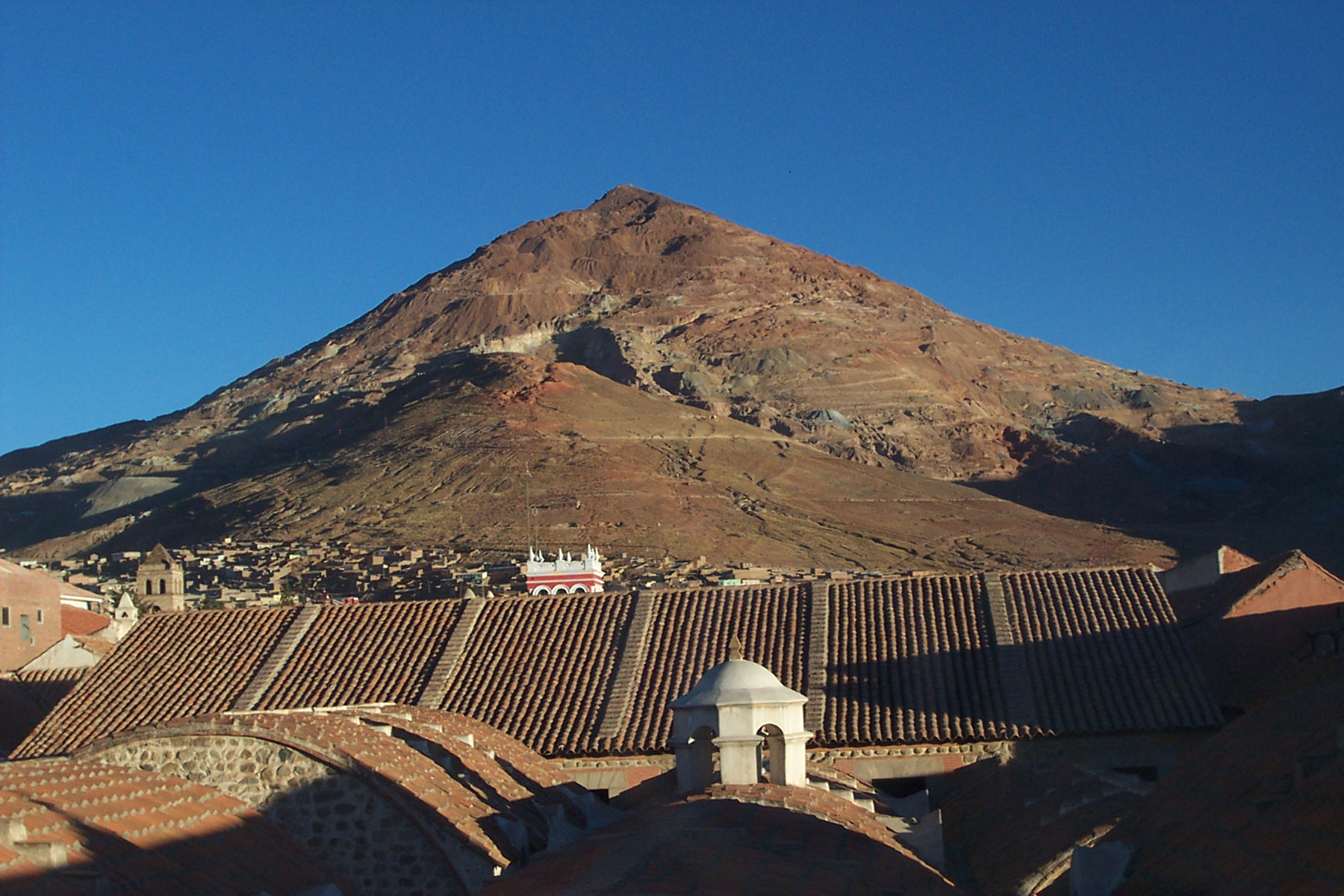
Mina de prata na Bolívia

O Chile contribui com cerca de um terço da produção mundial de cobre. Em 2018, o Peru era o segundo maior produtor de prata e cobre do mundo e o sexto produtor de ouro (os 3 metais que mais geram valor), bem como era o terceiro maior produtor mundial de zinco e estanho e o quarto de chumbo. O Brasil é o segundo maior exportador mundial de minério de ferro, possui 98% das reservas conhecidas de nióbio no mundo e é um dos cinco maiores produtores mundiais de bauxita, manganês e estanho, além de ter produções consideráveis de cobre, ouro e níquel. A Bolívia é o quinto maior produtor de estanho, o sétimo produtor de prata e o oitavo produtor de zinco do mundo.
Acerca das pedras preciosas, o Brasil é o maior produtor mundial de ametista, topázio, ágata e é um dos principais produtores mundiais de  turmalina, esmeralda, água marinha, granada e opala. Também há produção considerável de ametista no Uruguai e na Bolívia. Na produção de esmeralda, a Colômbia é o maior produtor mundial. A Guiana é um grande produtor de diamante.

## Petróleo e gás
Na produção de petróleo, o Brasil foi o 10.º maior produtor mundial de petróleo em 2019, com 2,8 milhões de barris/dia.  A Colômbia vina em 22.º lugar com 886 mil barris/dia, a Venezuela em 23.º lugar com 877 mil barris/dia, o Equador em 28.º com 531 mil barris/dia e a Argentina em 29.º com 507 mil barris/dia. Como a Venezuela e o Equador consomem pouco petróleo e exportam a maior parte de sua produção, eles fazem parte da OPEP. A Venezuela registrou uma queda acentuada na produção após 2015 (onde produziu 2,5 milhões de barris/dia), caindo em 2016 para 2,2 milhões, em 2017 para 2 milhões, em 2018 para 1,4 milhões e em 2019 para 877 mil, por falta de investimentos.
Na produção de gás natural, em 2018, a Argentina produziu 1.524 bcf (bilhões de pés cúbicos), Venezuela 946, Brasil 877, Bolívia 617, Peru 451, Colômbia 379.

## Turismo

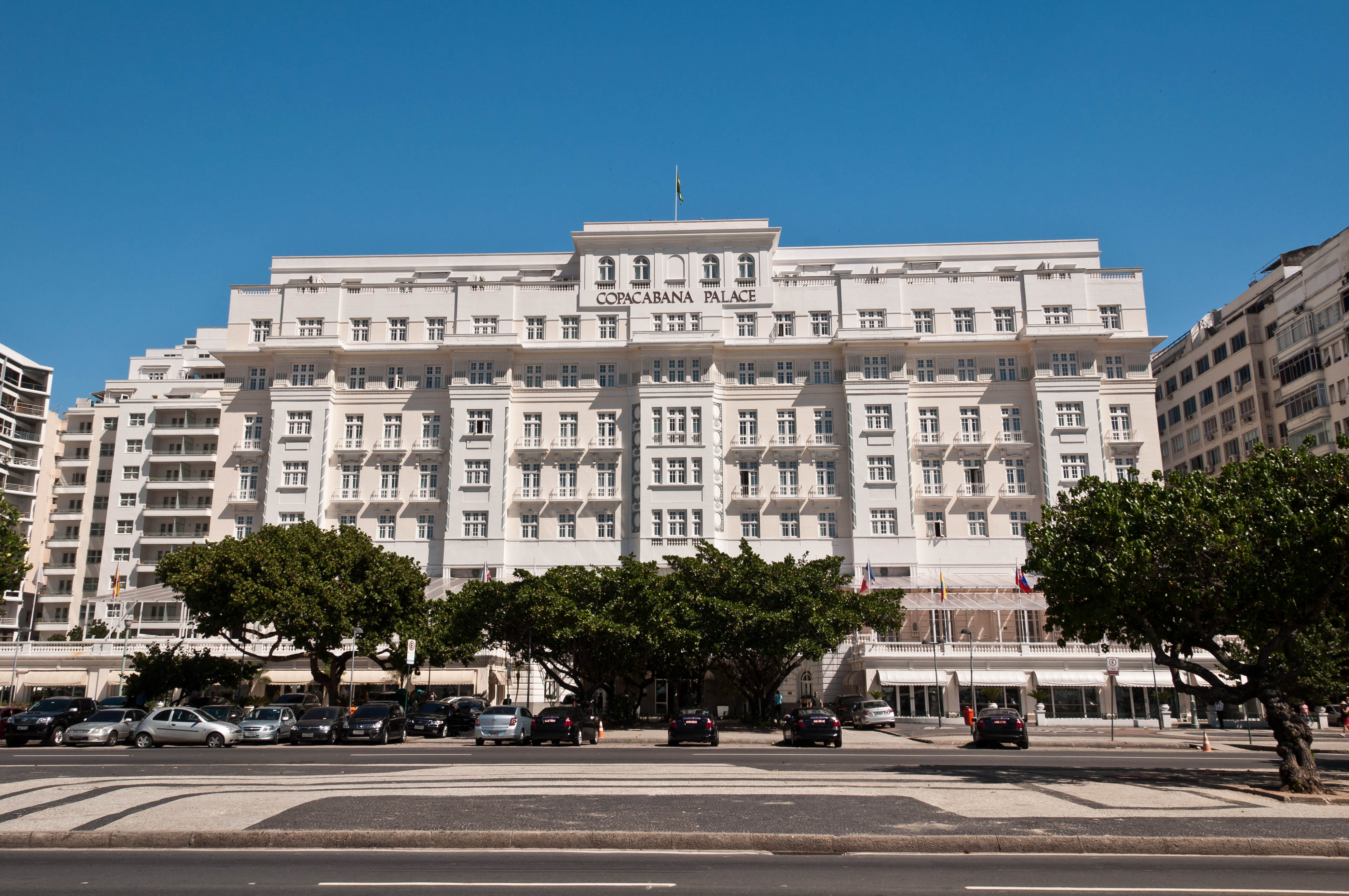
Copacabana Palace, o melhor hotel da América do Sul, no Rio de Janeiro

Na lista dos destinos turísticos mundiais, em 2018, Argentina foi o 47.º país mais visitado, com 6,9 milhões de turistas internacionais (e faturamento de 5,5 bilhões de dólares); Brasil foi o 48.º mais visitado com 6,6 milhões de turistas (e faturamento de 5,9 bilhões de dólares); Chile em 53.º lugar com 5,7 milhões de turistas (e uma receita de 2,9 bilhões de dólares); Peru na posição 60 com 4,4 milhões de turistas (e uma receita de 3,9 bilhões de dólares); Colômbia 65.º com 3,8 milhões de turistas (e receitas de 5,5 bilhões de dólares); Uruguai 69.º com 3,4 milhões de turistas (e uma receita de 2,3 bilhões de dólares). Observe que o número de turistas nem sempre reflete o valor monetário que o país recebe do turismo. Alguns países praticam um turismo de nível mais alto, obtendo maiores benefícios. O turismo na América do Sul ainda é pouco desenvolvido: na Europa, por exemplo, os países obtêm valores anuais de turismo como 73,7 bilhões de dólares (Espanha), recebendo 82,7 milhões de turistas ou 67,3 bilhões de dólares (França), recebendo 89,4 milhões de turistas. Enquanto a Europa recebeu 710 milhões de turistas em 2018, a Ásia 347 milhões e a América do Norte 142,2 milhões, a América do Sul recebeu apenas 37 milhões, a América Central 10,8 milhões e o Caribe 25,7 milhões.

## Indústrias

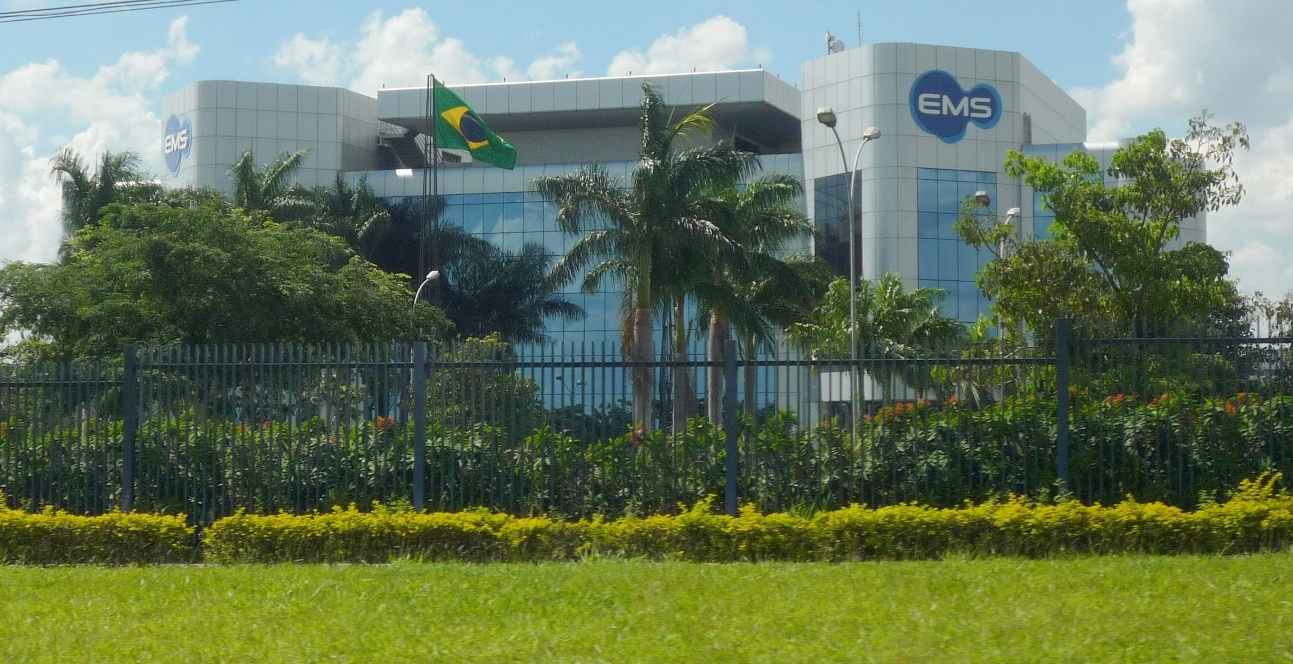
EMS, a maior indústria farmacêutica do Brasil

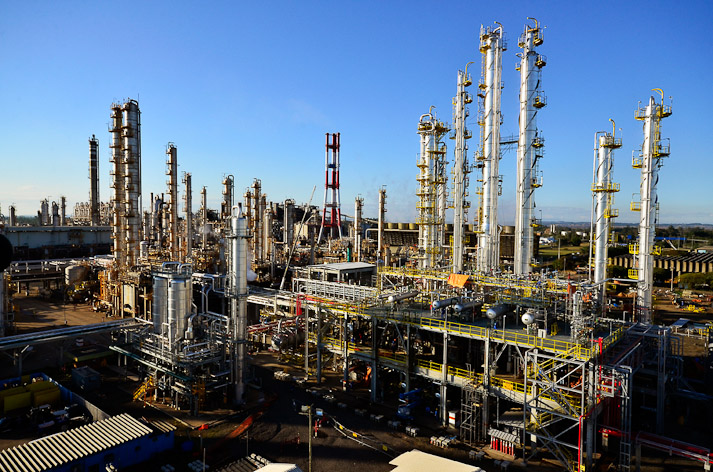
Braskem, a maior indústria química do Brasil

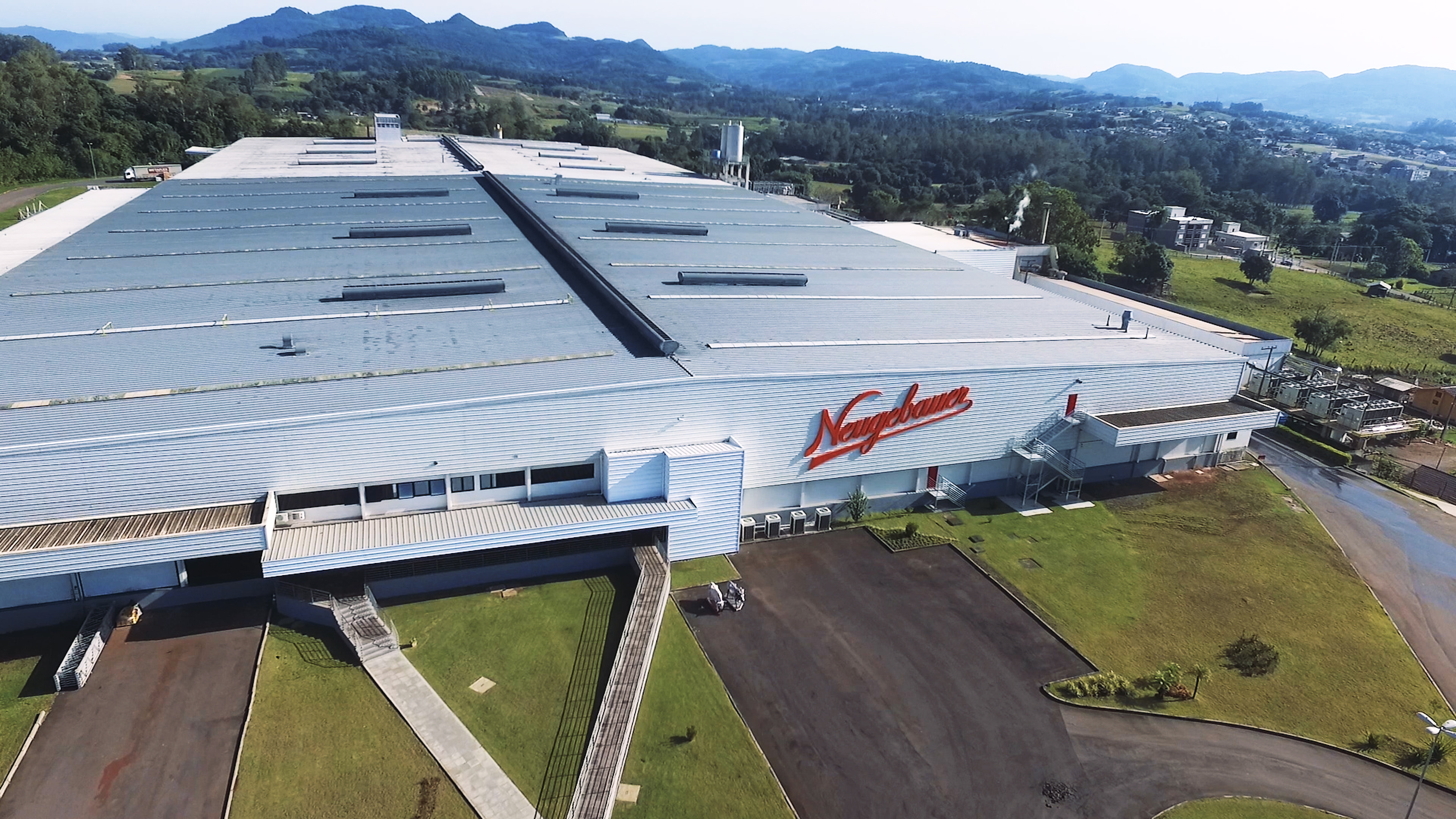
Fábrica de chocolate Neugebauer em Arroio do Meio. A América do Sul é especialista em processamento de alimentos

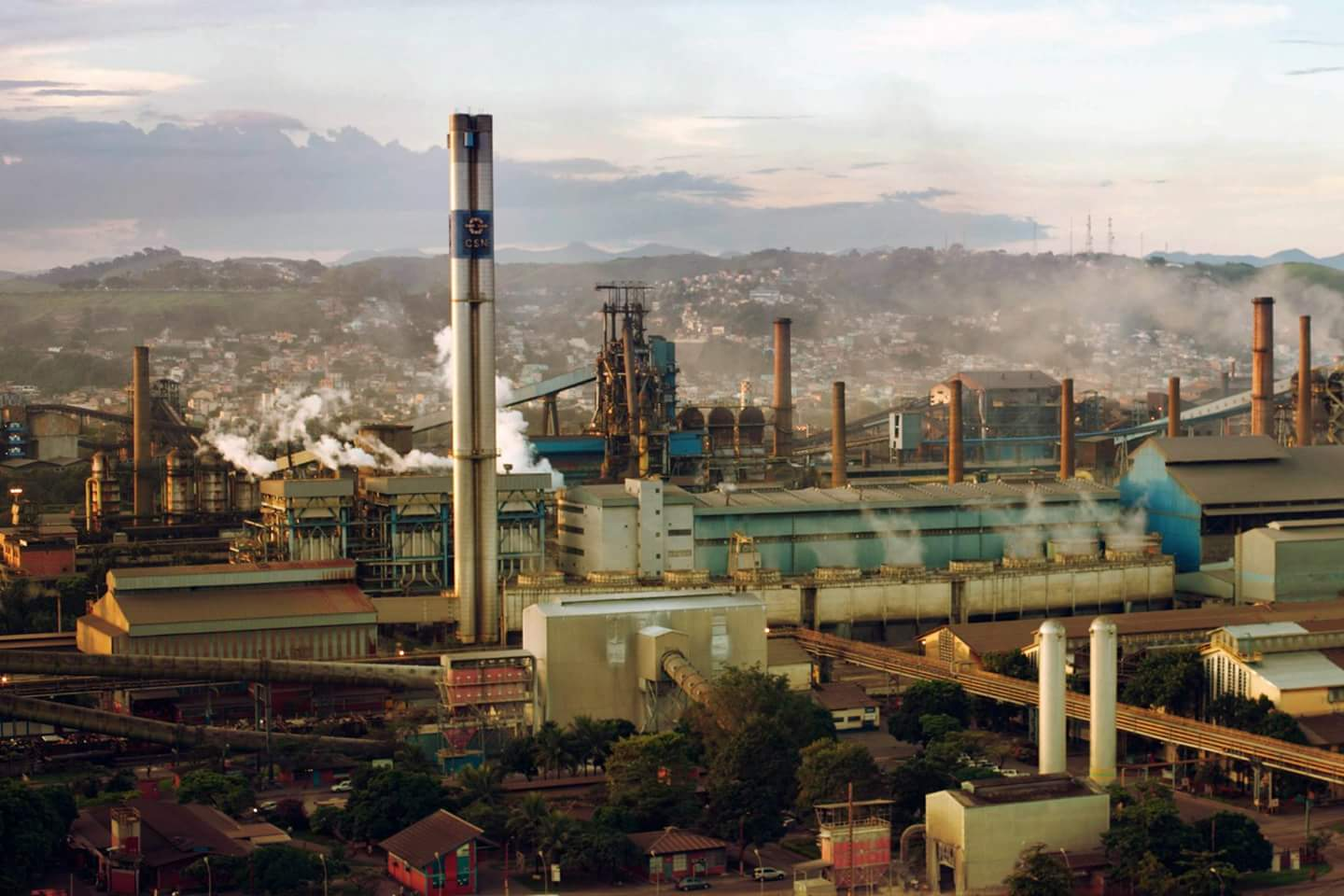
Siderúrgica CSN, em Volta Redonda. O Brasil é um dos 10 maiores produtores de aço do mundo, e a Argentina, um dos 30 maiores

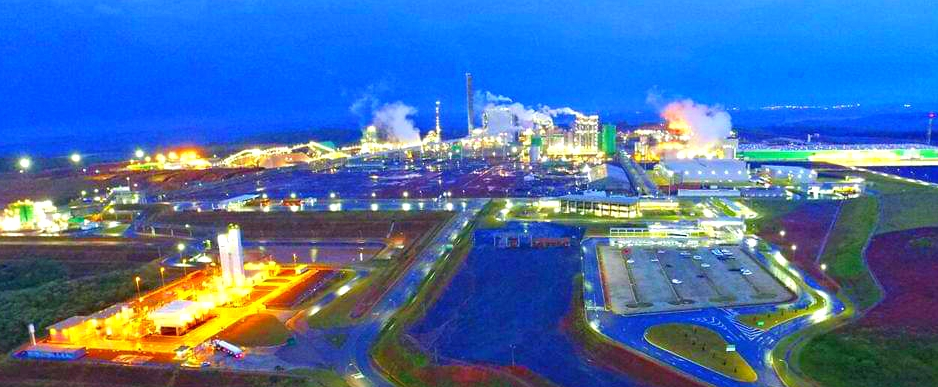
Complexo industrial da Klabin, em Ortigueira. O Brasil é o 2.º maior produtor de celulose do mundo e o 8.º maior produtor de papel

O Banco Mundial lista os principais países produtores a cada ano, com base no valor total da produção. Pela lista de 2019, o Brasil tem a 13.ª indústria mais valiosa do mundo (US $ 173,6 bilhões), a Venezuela a 30.ª maior (US $ 58,2 bilhões, mas depende do petróleo para obter esse valor), a Argentina era a 31.ª maior ($ 57,7 bilhões), Colômbia a 46.º maior ($ 35,4 bilhões), Peru a 50.º maior ($ 28,7 bilhões) e Chile a 51.º maior ($ 28,3 bilhões).
Na América do Sul, poucos países tem projeção na atividade industrial: Brasil, Argentina e, com menos destaque, Chile. Começando tarde, a industrialização desses países recebeu um grande impulso com a Segunda Guerra Mundial. A partir daí, aproveitando a abundância de matérias-primas locais, os baixos salários pagos à força de trabalho e uma certa especialização trazida pelos imigrantes, países como Brasil e Argentina, além de Venezuela, Chile, Colômbia e Peru, puderam implantar grandes parques industriais. Em geral, nesses países existem indústrias que requerem pouco capital e tecnologia simples para sua instalação, como a alimentícia e a têxtil. As indústrias de base (siderurgia, etc.), assim como as indústrias metalúrgica e mecânica também se destacam.
Os parques industriais do Brasil, Argentina e Chile, no entanto, apresentam uma diversidade e sofisticação muito maior, produzindo itens de tecnologia avançada. Nos demais países da América do Sul, predominam as indústrias primárias de processamento de exportação.
O Brasil é o líder industrial da América do Sul. Na indústria de alimentos, o Brasil foi o segundo maior exportador mundial de alimentos processados em 2019. Em 2016, o país foi o 2.º produtor de celulose no mundo e o 8.º produtor de papel. No setor de calçados, em 2019, o Brasil ocupou o 4.º lugar entre os produtores mundiais. Em 2019, o país foi o 8.º produtor de veículos e o 9.º produtor de aço do mundo.. Em 2018, a indústria química brasileira ocupava a 8.ª posição mundial.. Na indústria têxtil, o Brasil, embora estivesse entre os cinco maiores produtores do mundo em 2013, estava mal integrado ao comércio mundial. No setor de aviação, o o Brasil tem a Embraer, a terceira maior fabricante de aeronaves do mundo, atrás apenas da Boeing e Airbus.

## Galeria

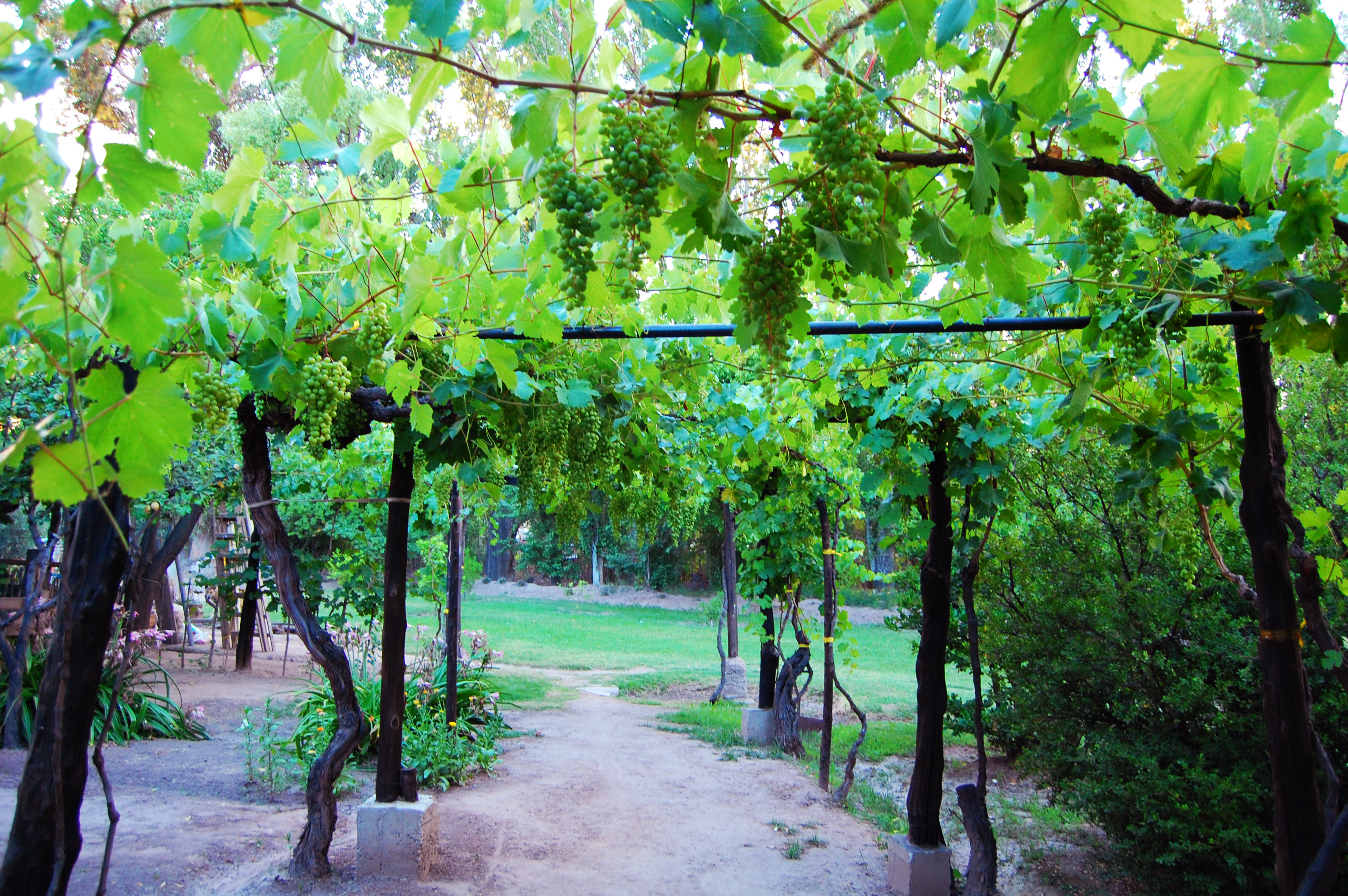
Plantação de uvas na Argentina. A Argentina e o Chile estão entre os 10 maiores produtores de uvas e vinho do mundo, e o Brasil está entre os 20 maiores.
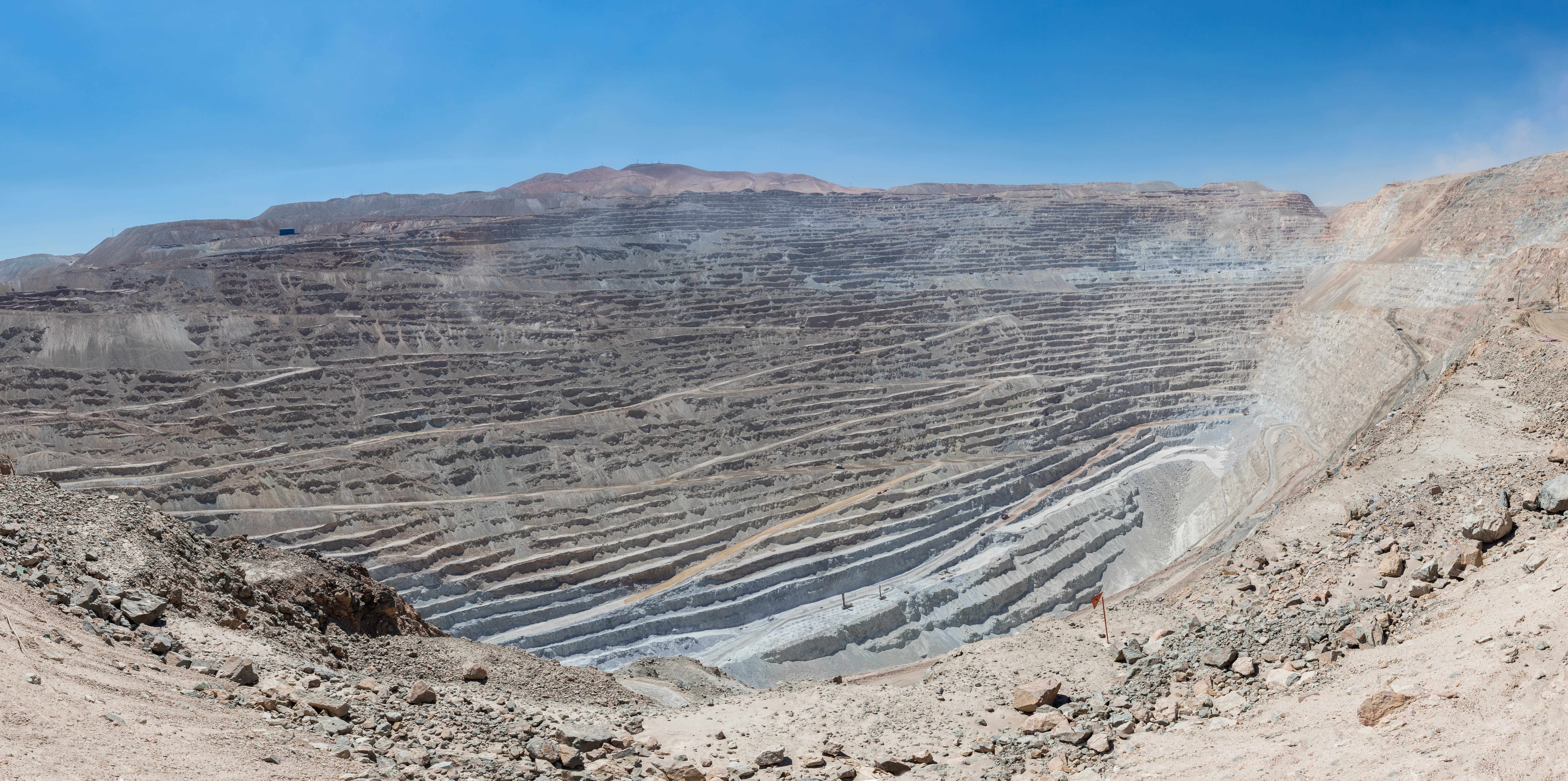
Mina de cobre no Chile. A América do Sul produz metade do cobre mundial
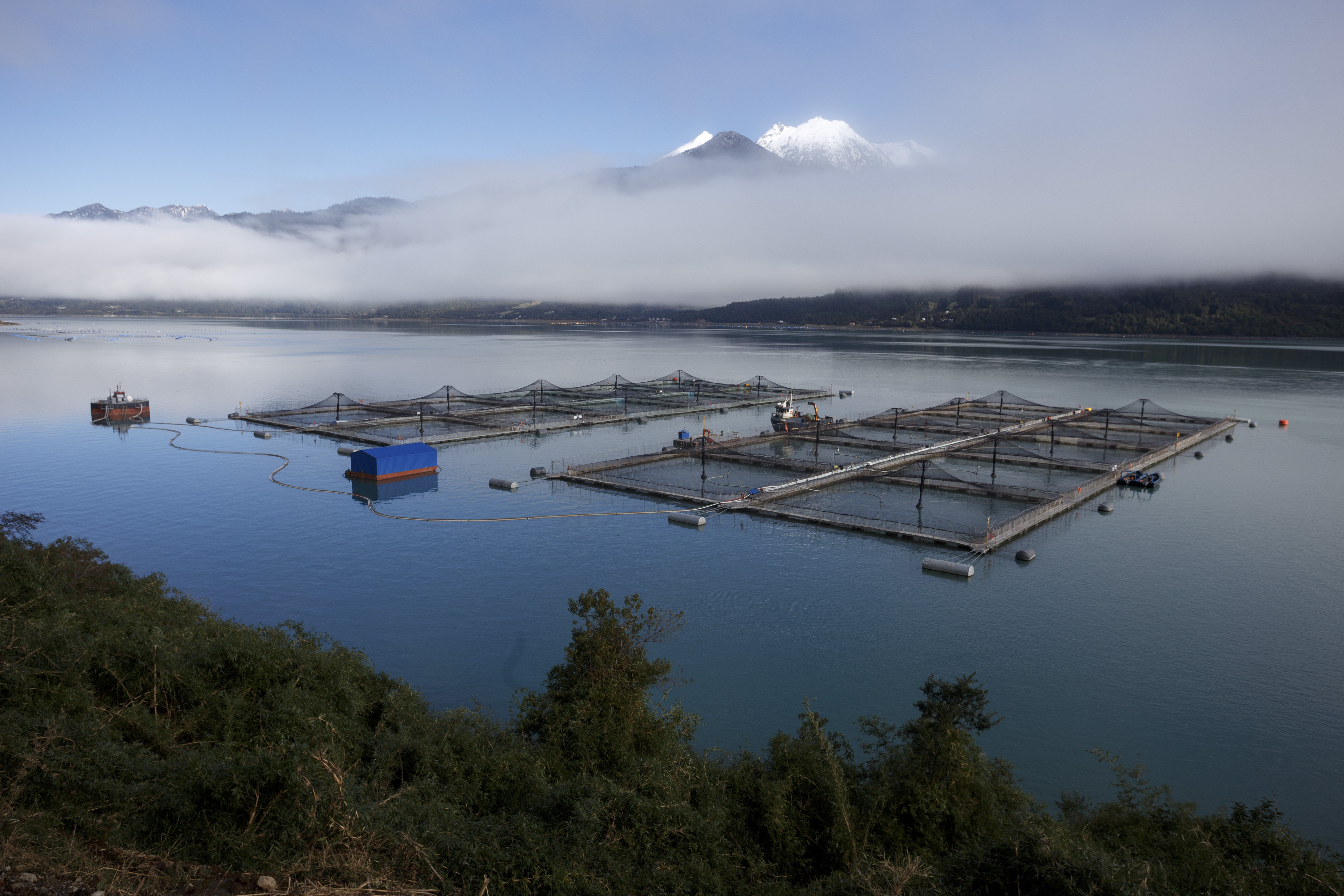
Criação de salmão no Chile. Um terço de todo o salmão vendido no mundo vem do país.
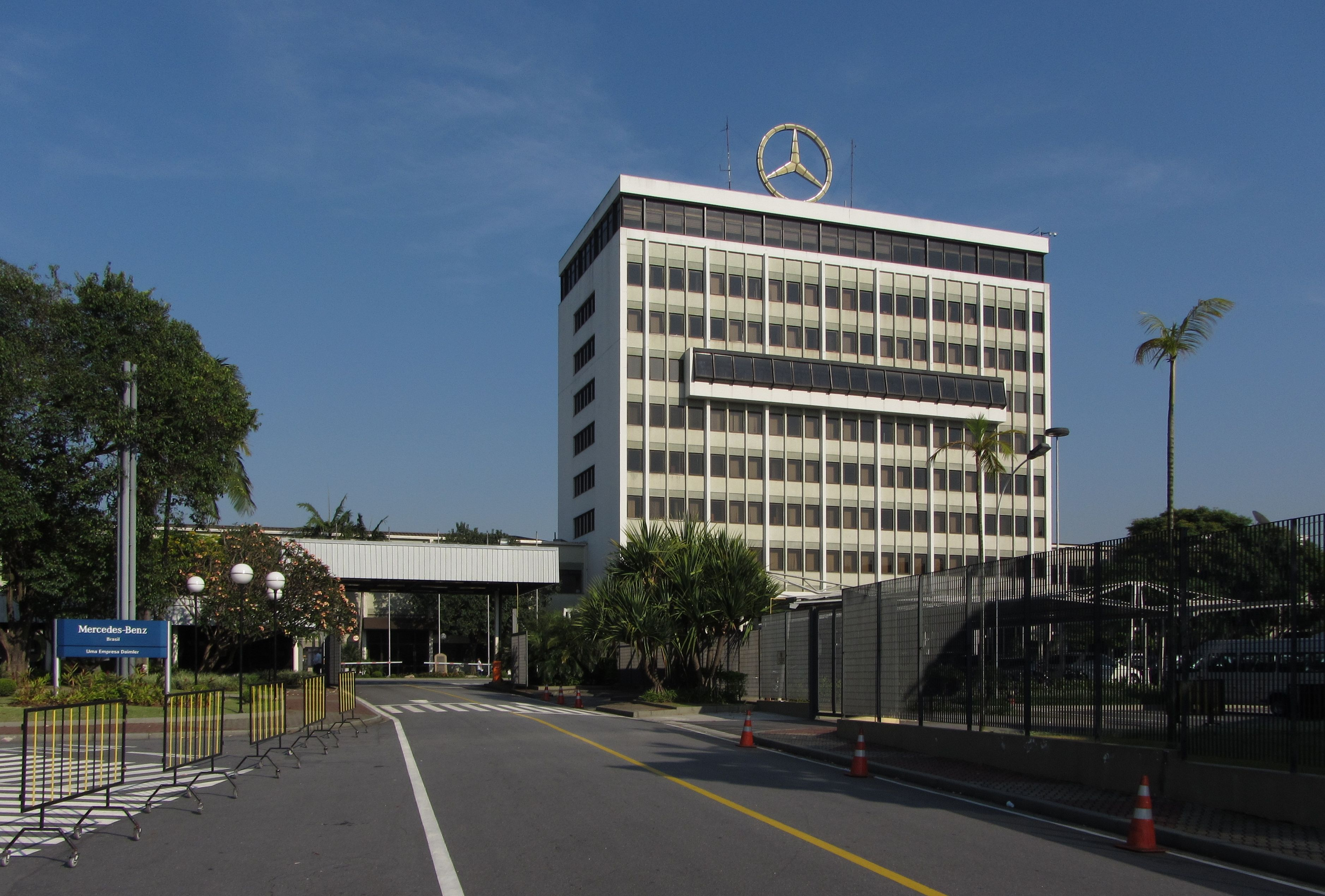
Fábrica da Mercedes-Benz em São Paulo. O Brasil é um dos 10 maiores produtores de veículos do mundo, e a Argentina é um dos 30 maiores.
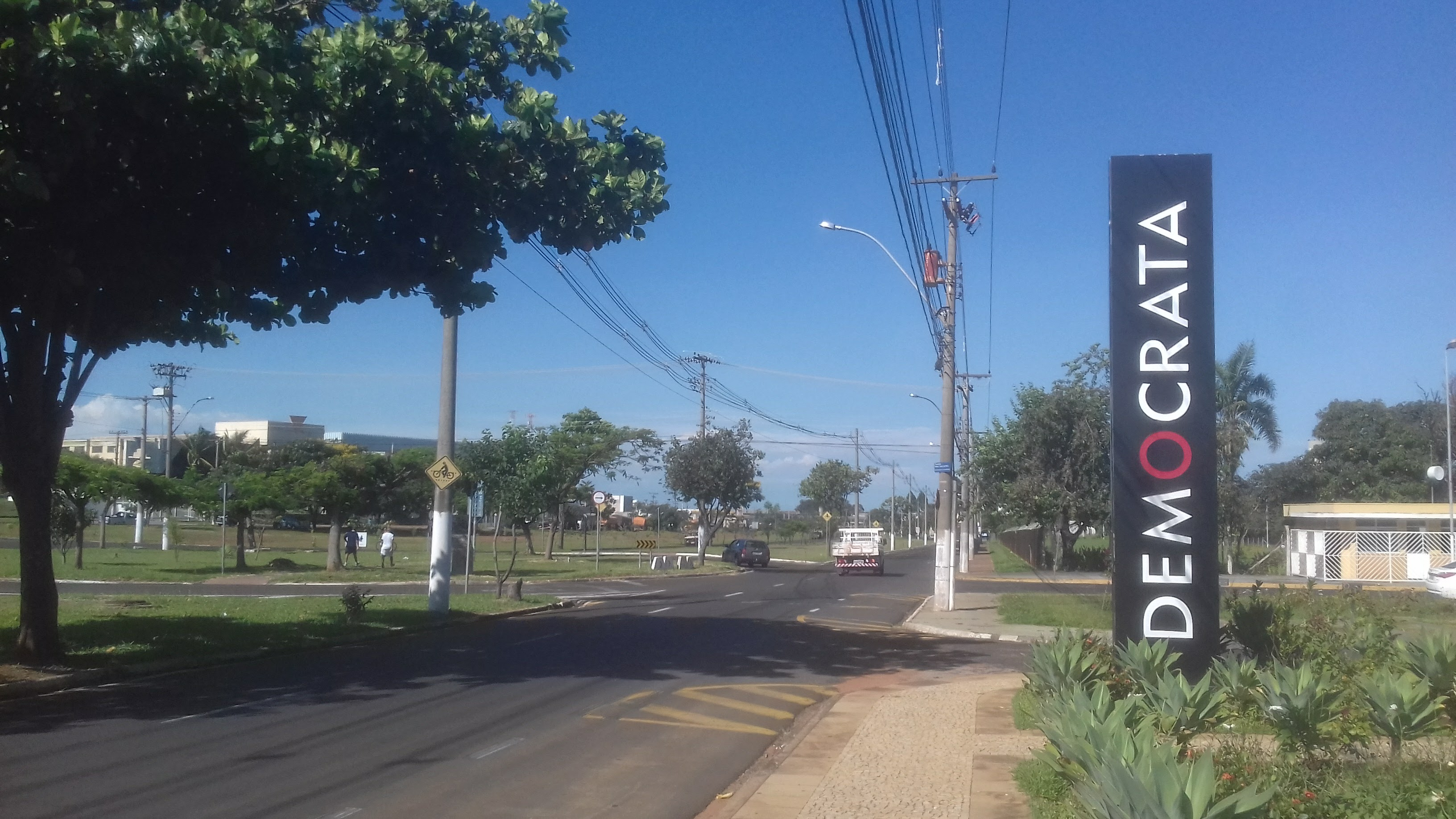
Pórtico da fábrica de calçados masculinos Democrata, em Franca. O Brasil é o 4.º maior produtor de calçados do mundo
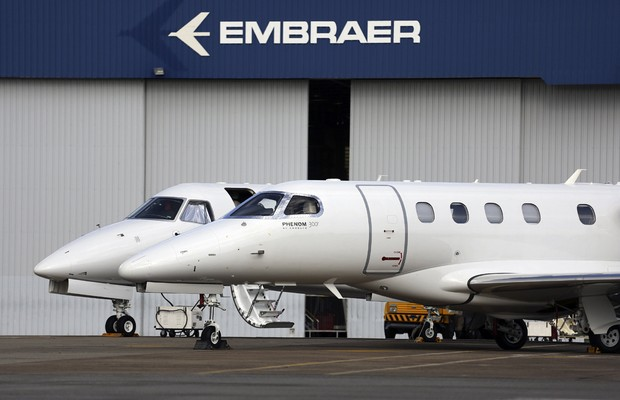
Avião da Embraer. É a 3.º maior fabricante de aviões do mundo, depois da Boeing e Airbus
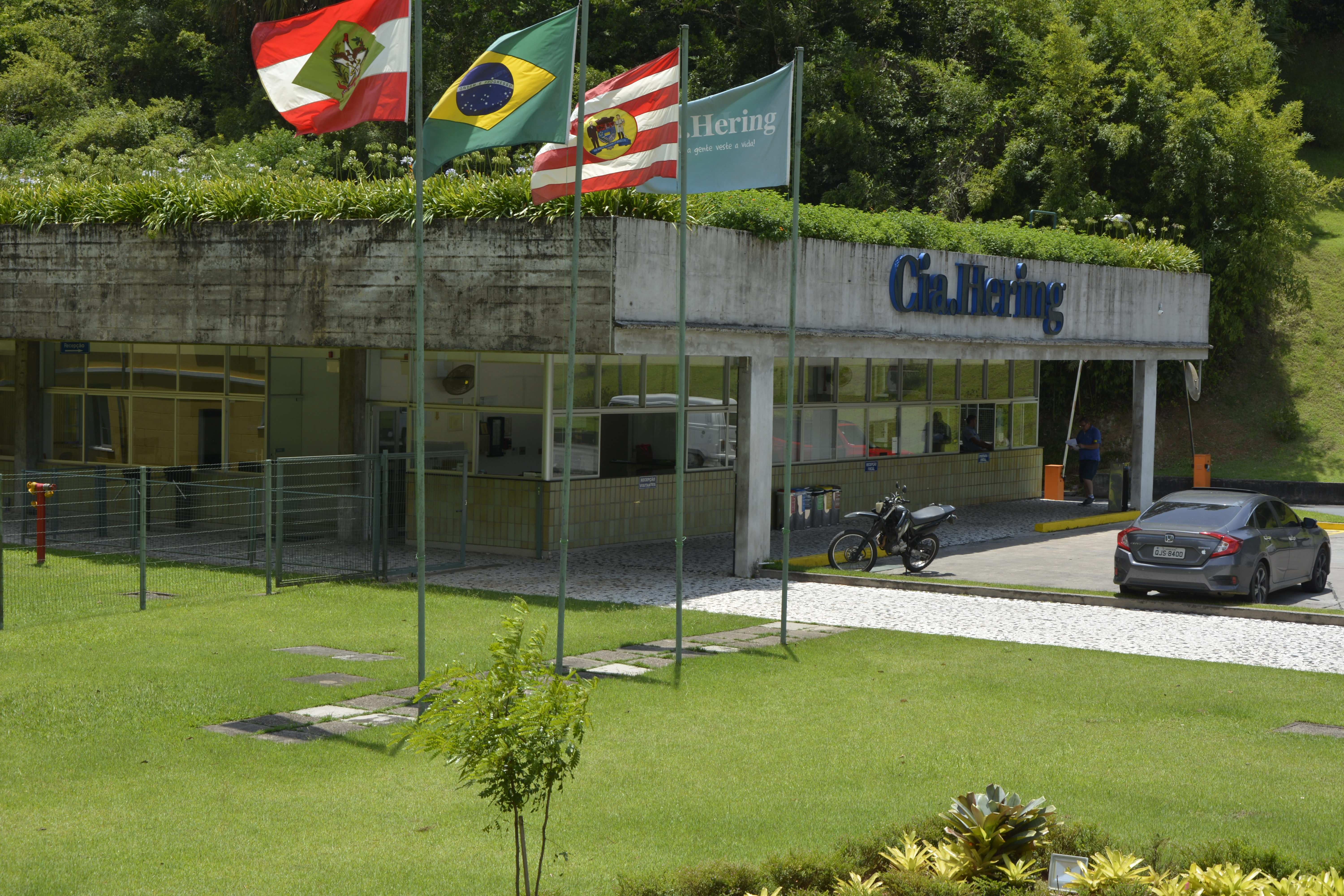
Hering, em Santa Catarina, Brasil. O país possui uma das cinco maiores indústrias têxteis do mundo
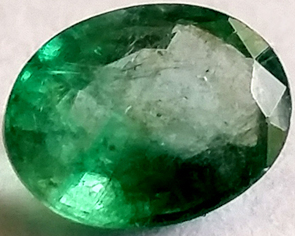
Esmeralda colombiana. O país é o maior produtor de esmeraldas do mundo e o Brasil é um dos maiores produtores
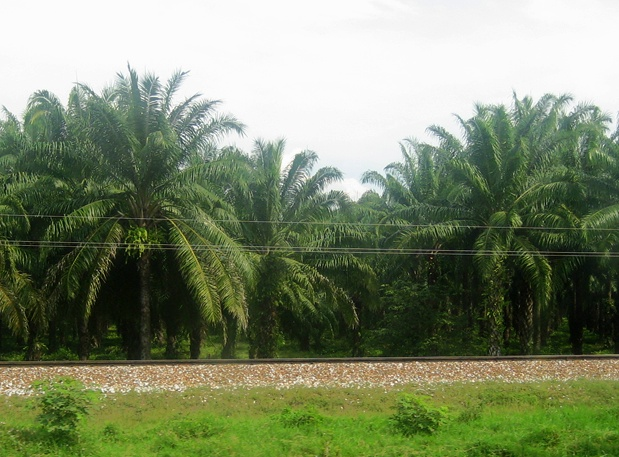
Plantação de palma em Magdalena, Colômbia. O país é um dos cinco maiores produtores de óleo de palma do mundo.
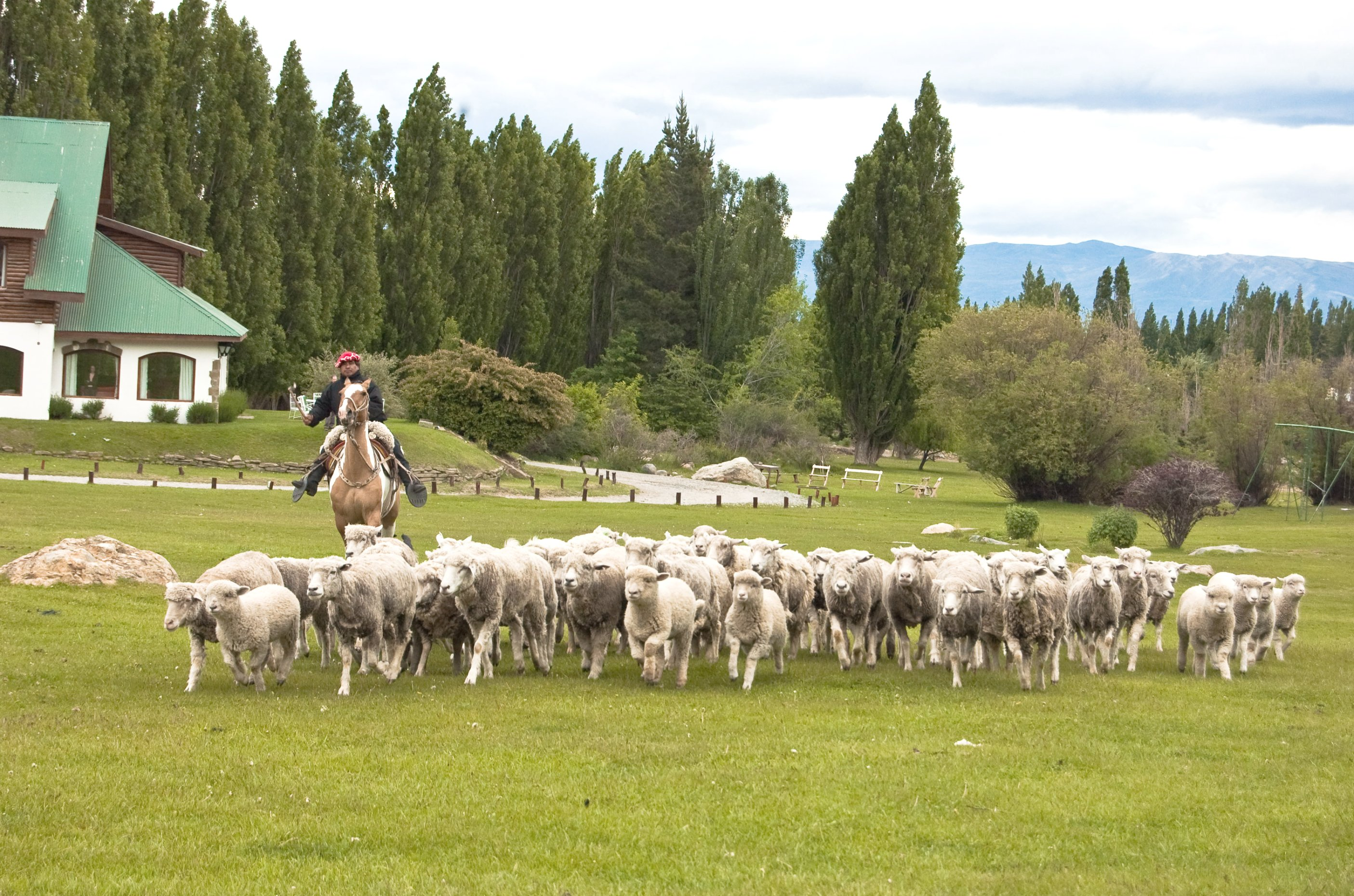
Ovinos na Argentina. O país é o 11.º maior produtor de lã do mundo.
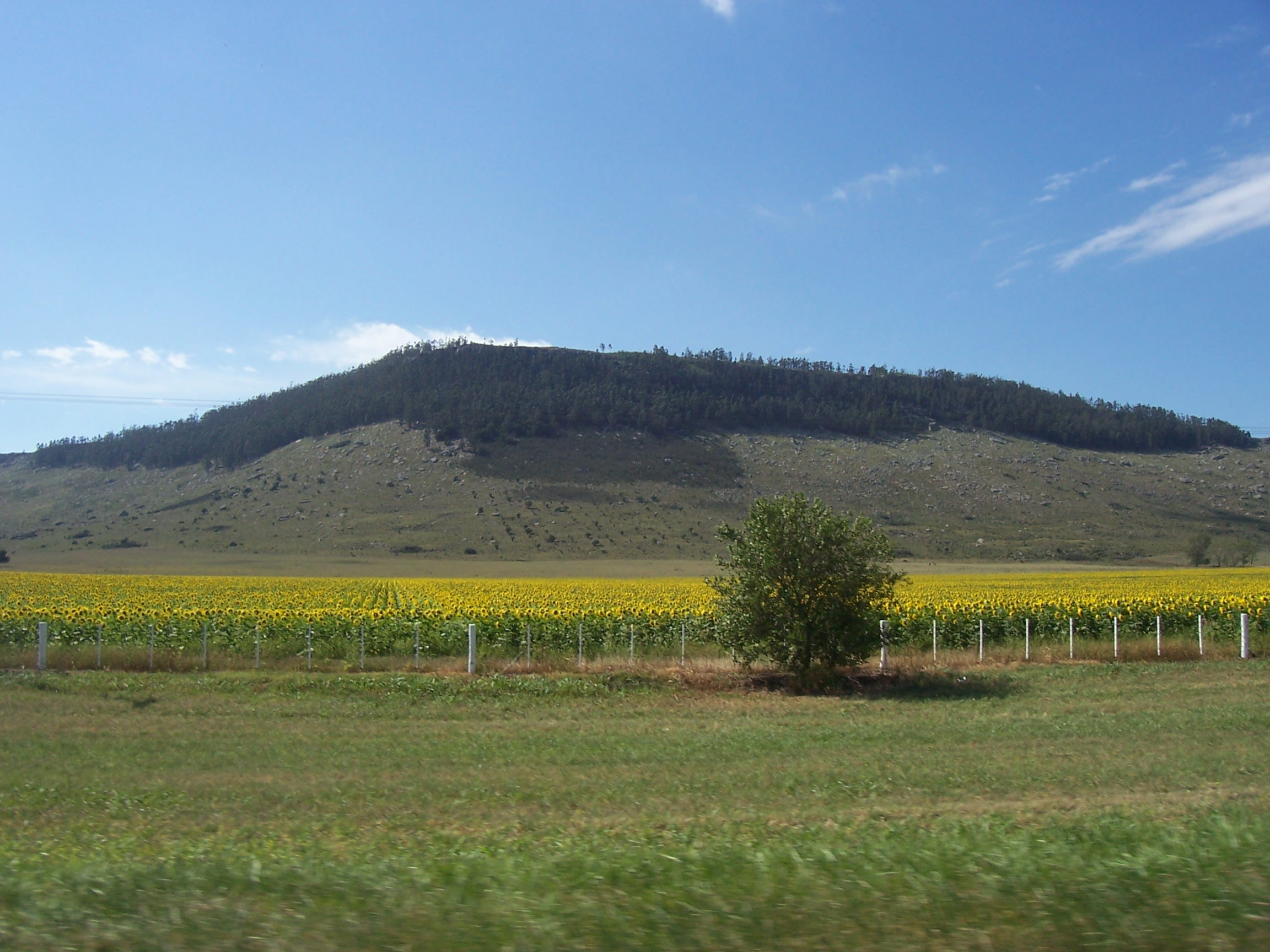
Plantação de girassol na Argentina. O país é o terceiro maior produtor mundial de semente de girassol
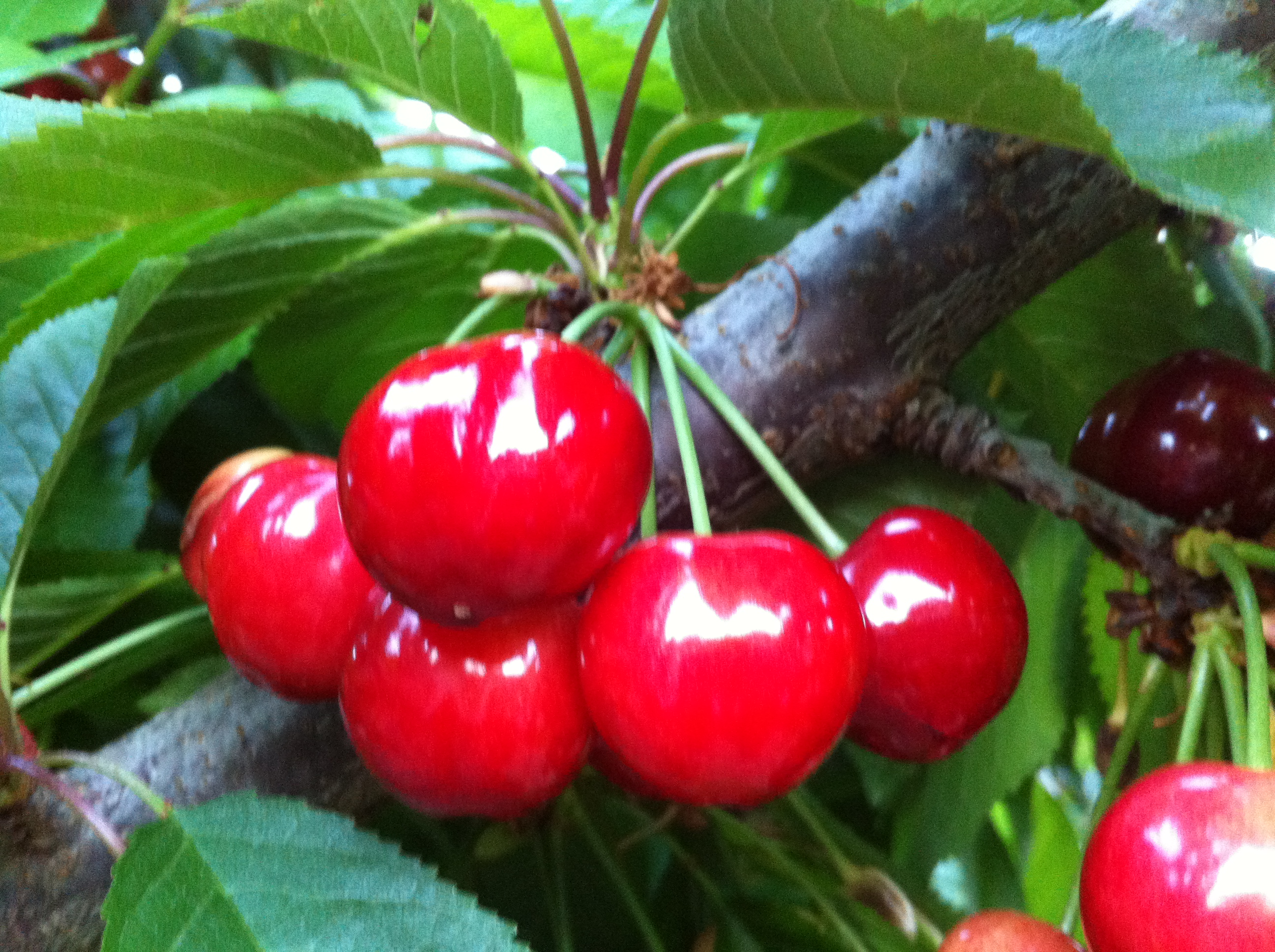
Cerejas chilenas. O Chile é um dos cinco maiores produtores de cereja doce do mundo
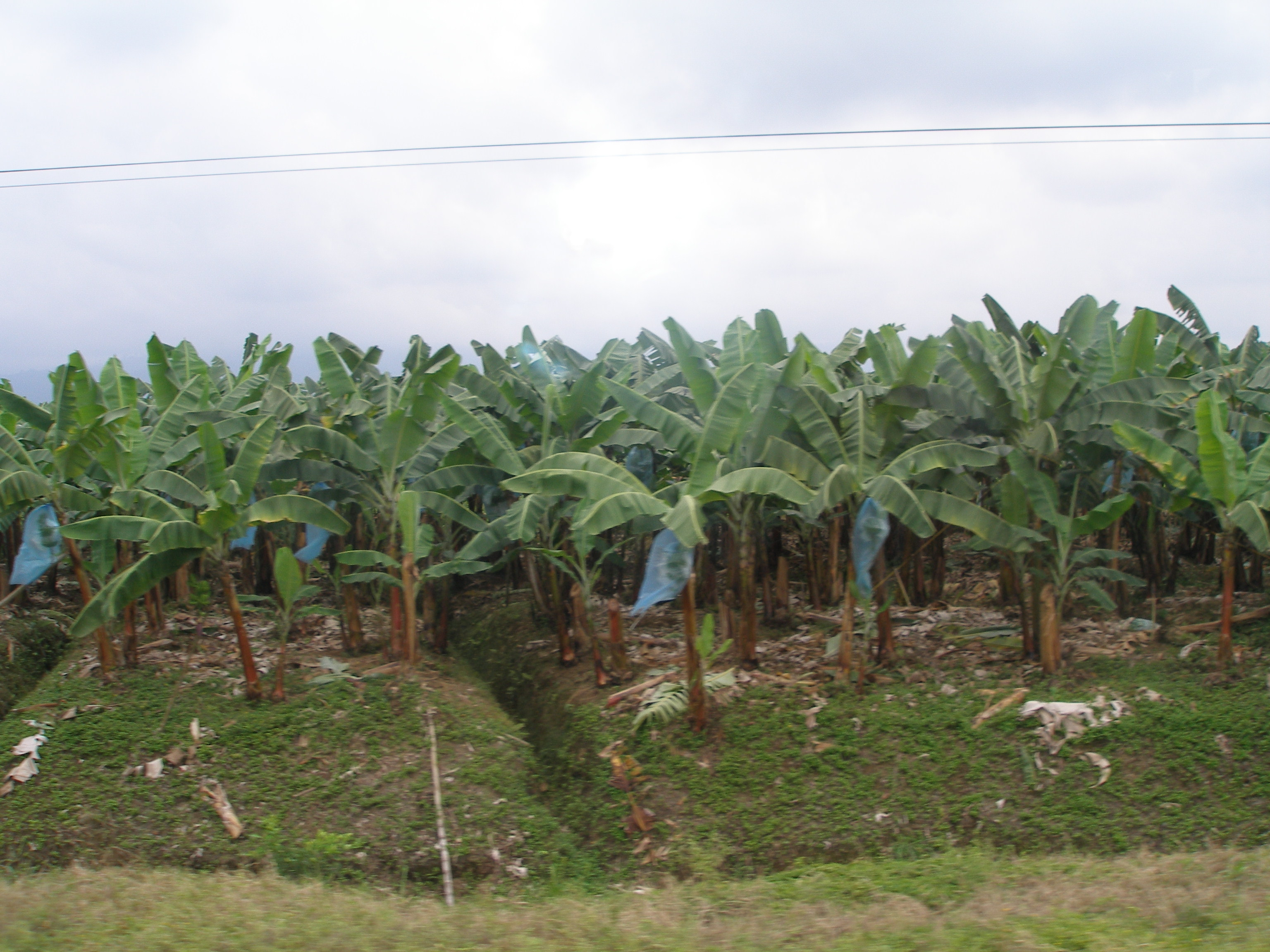
Banana no Equador. O país é o maior exportador de bananas do mundo. A América do Sul produz perto de 20% da banana mundial
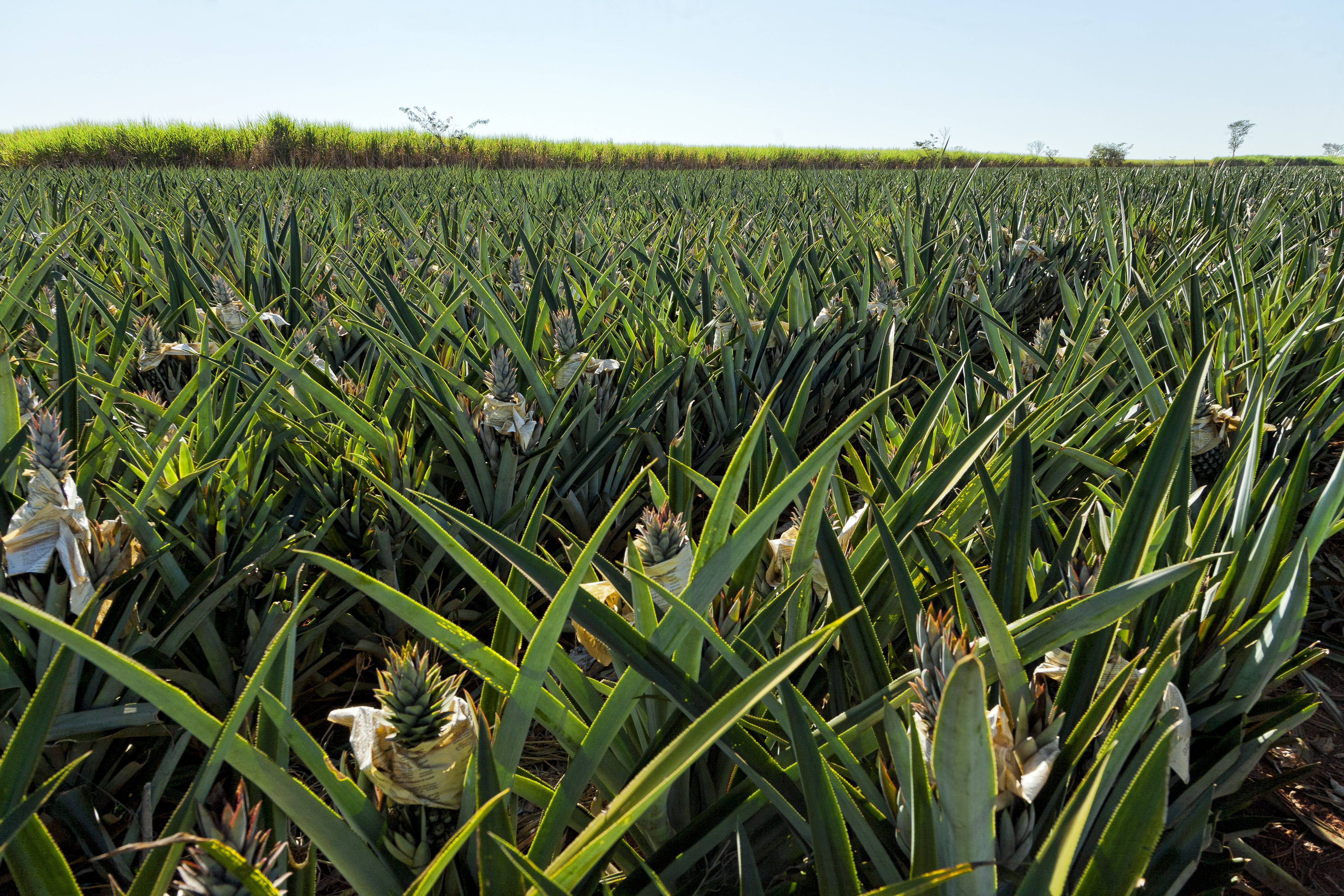
Abacaxi no Brasil. O país é o 3.º maior produtor do mundo. A América do Sul produz perto de 20% do abacaxi mundial.

## Transportes

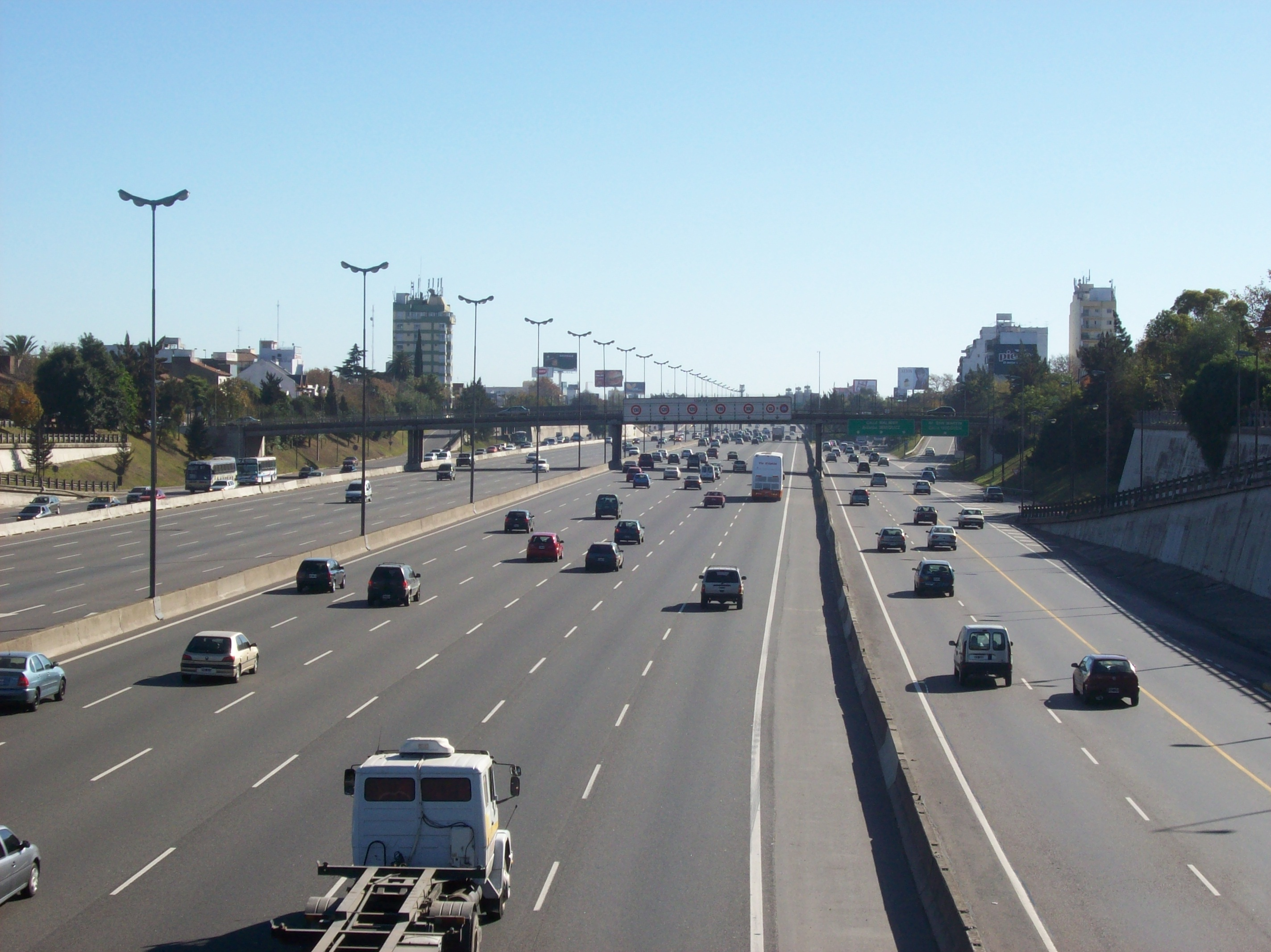
Trecho da Rodovia Pan-americana em Buenos Aires

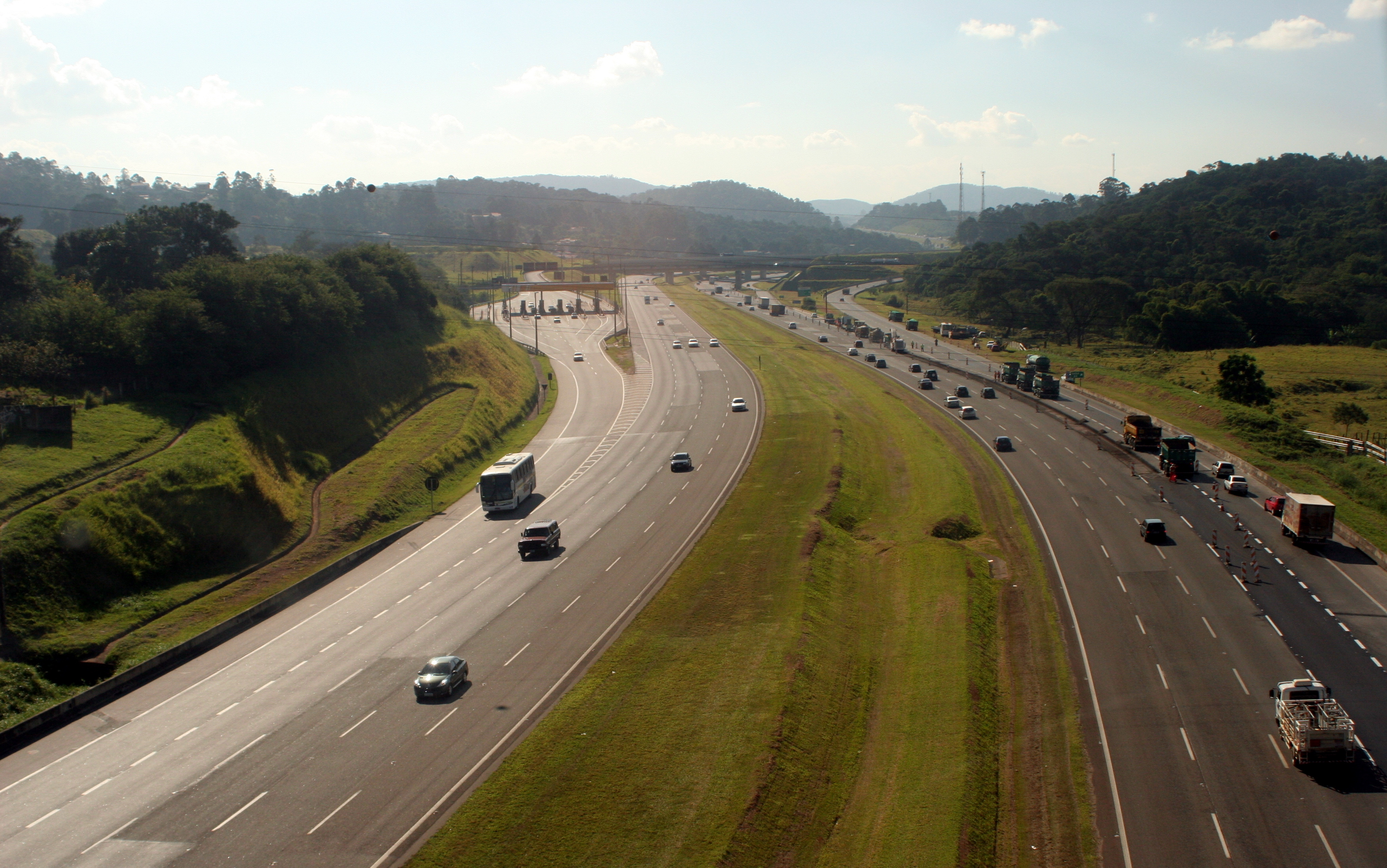
Rodovia dos Bandeirantes, Brasil

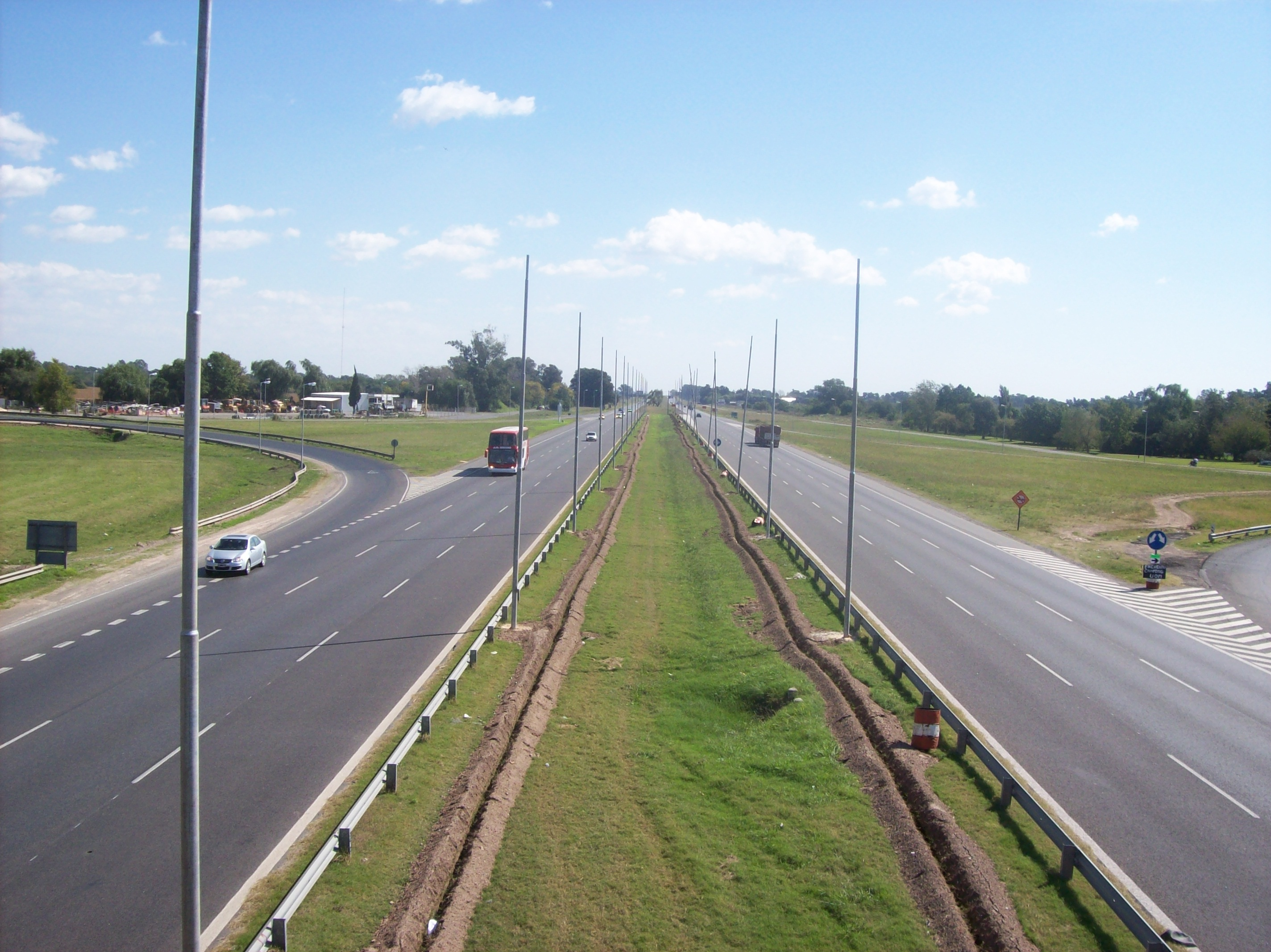
Ruta 9 / 14, em Zarate, Argentina

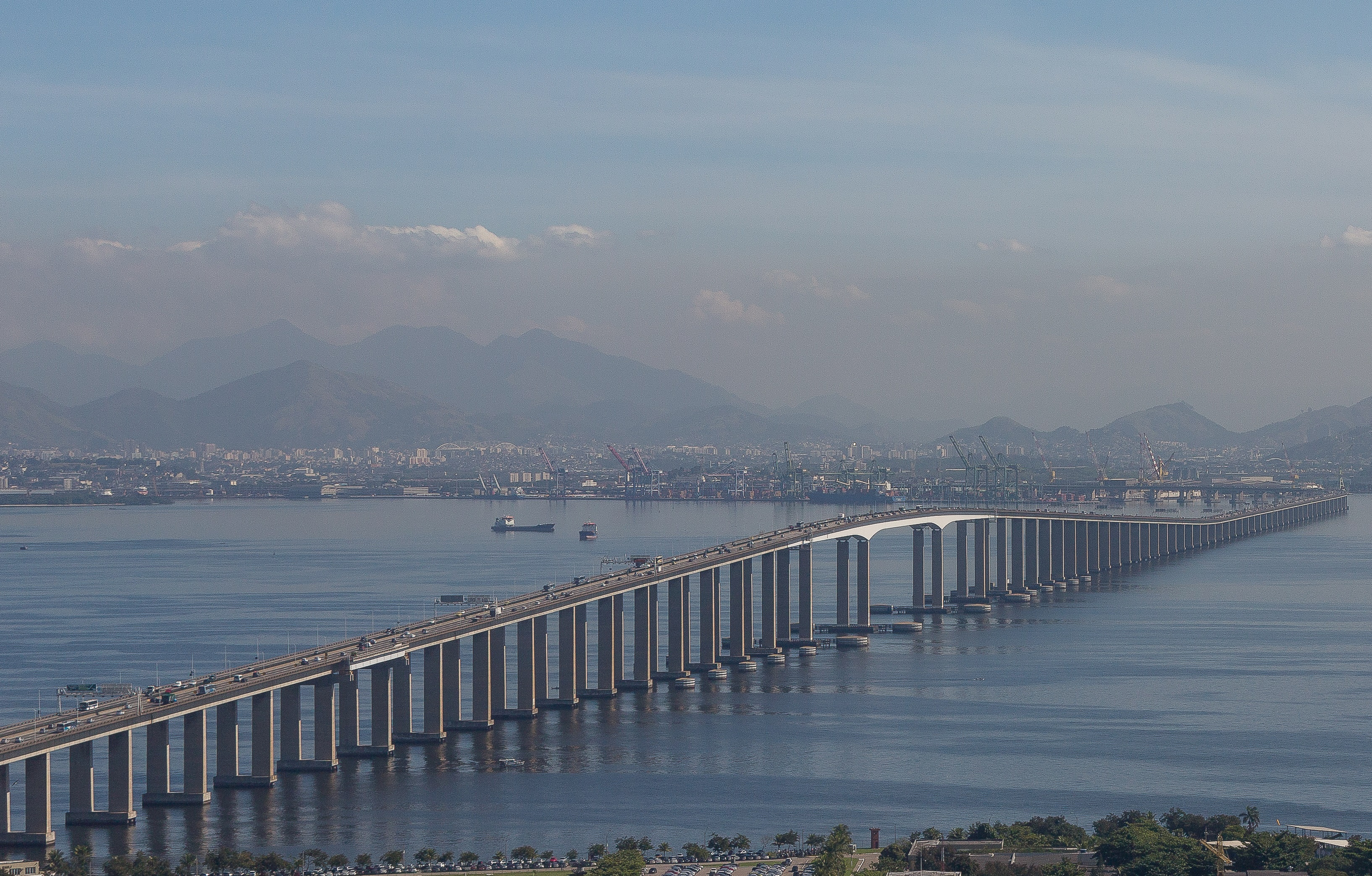
Ponte Rio-Niterói

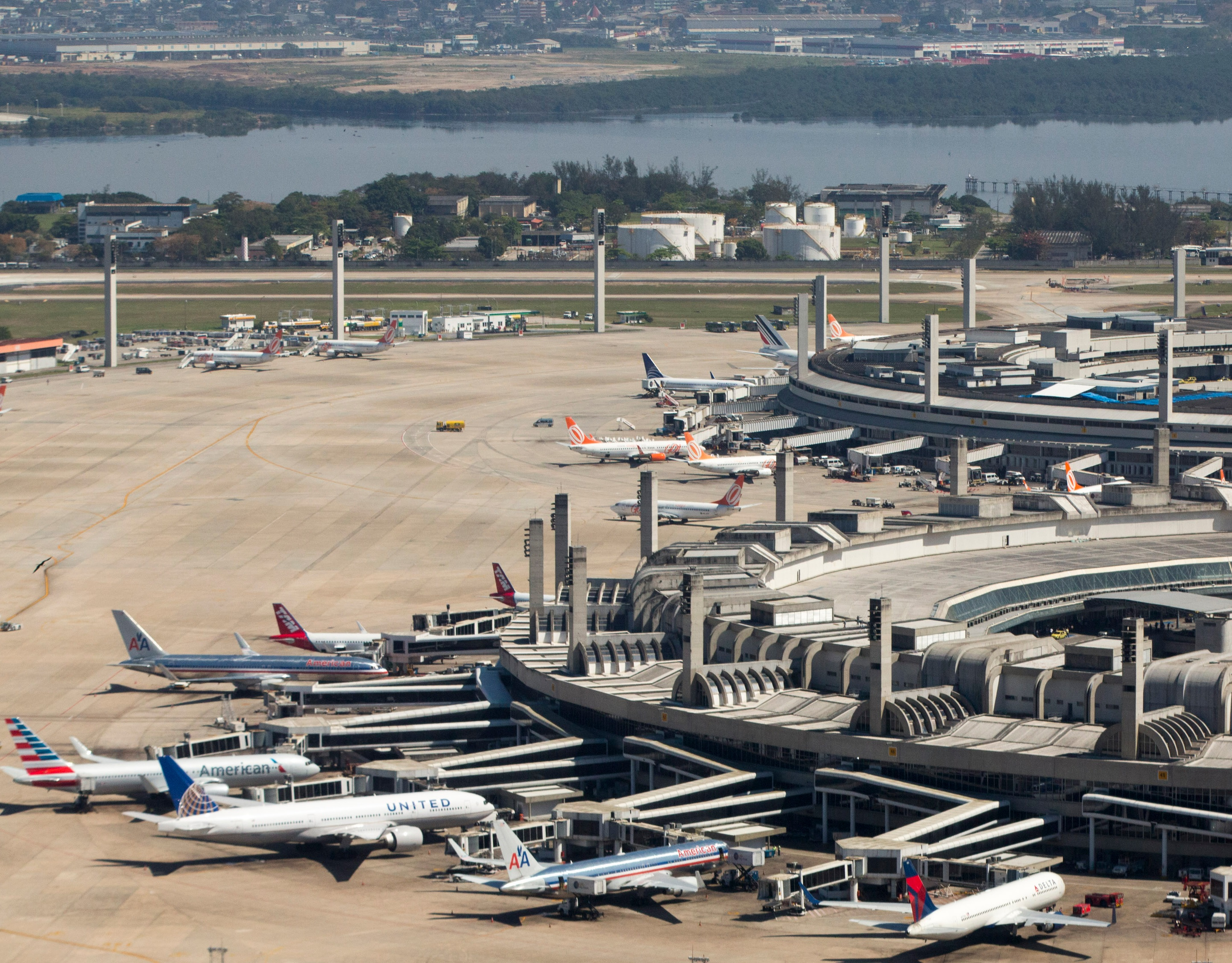
Aeroporto Internacional do Rio de Janeiro

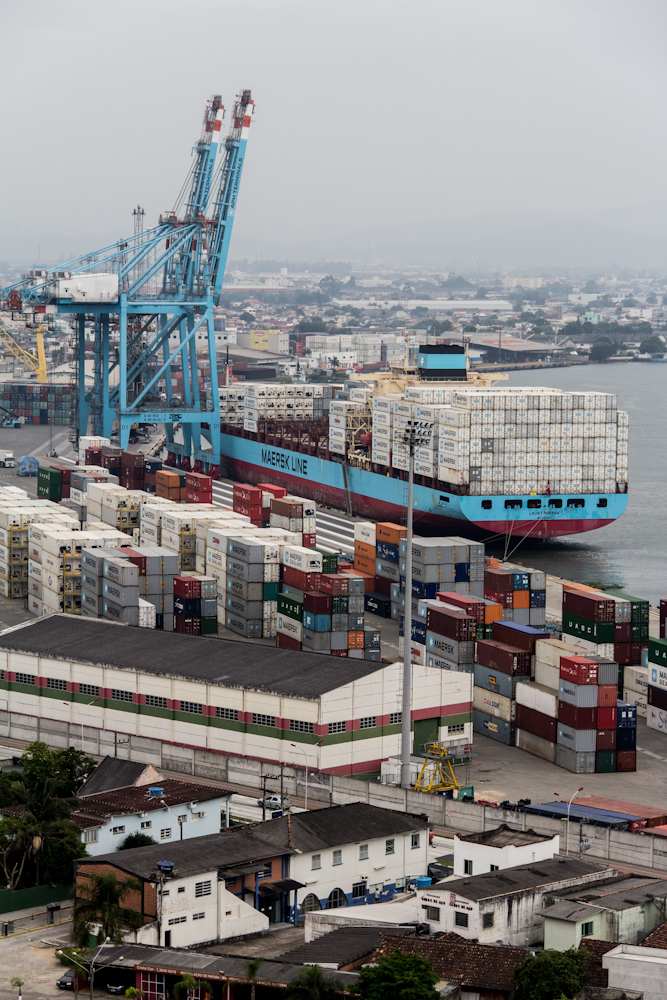
Porto de Itajaí, Santa Catarina, Brasil

As dificuldades impostas pelo relevo; a tropicalidade dominante do clima, caracterizada por chuvas freqüentes; o predomínio de rios de planalto, dificultando a navegação; e a densidade da vegetação, quase intransponível em certos trechos, são fatores naturais que têm de ser vencidos. Mas é principalmente a ausência de recursos financeiros para a construção de modernos portos, grandes rodovias, comportas fluviais ou aeroportos modernos, que impede que essa parte do continente apresente uma densa malha de circulação. Entre os países latino-americanos, os mais industrializados são, naturalmente, os mais bem servidos nessa área, ainda que em todos eles haja grandes deficiências quanto aos meios de transporte.
Na região mais densamente povoada da América do Sul e servida pela bacia dos rios Paraná, Paraguai e Uruguai (bacia Platina) vem sendo desenvolvida uma hidrovia que fará a interligação fluvial entre os quatro países do sudeste do continente.
O transporte na América do Sul é feito basicamente no modal rodoviário, o mais desenvolvido da região. Há também uma infraestrutura considerável de portos e aeroportos. O setor ferroviário e fluvial, embora tenha potencial, costuma ser tratado de forma secundária.
O Brasil tem mais de 1,7 milhão de quilômetros de estradas, dos quais 215.000 km são pavimentados e cerca de 14.000 km são rodovias duplicadas. As duas rodovias mais importantes do país são BR-101 e BR-116. A Argentina tem mais de 600.000 km de estradas, sendo cerca de 70.000 km pavimentadas e cerca de 2.500 km são rodovias duplicadas. As três rodovias mais importantes do país são a Rota 9, Rota 7 e Rota 14. A Colômbia possui cerca de 210.000 km de rodovias e cerca de 2.300 km são rodovias duplicadas. O Chile tem cerca de 82.000 km de estradas, 20.000 das quais são pavimentadas e aproximadamente 2.000 km são rodovias duplicadas. A rodovia mais importante do país é a Ruta 5 (Rodovia Panamericana)  Na América do Sul, esses 4 países têm a melhor infraestrutura viária e o maior número de rodovias de pista dupla.
Devido à Cordilheira dos Andes, ao Rio Amazonas e à Floresta Amazônica, sempre houve dificuldades na implantação de estradas transcontinentais ou bioceânicas. Praticamente a única rota que existia era a que ligava o Brasil a Buenos Aires, na Argentina e depois a Santiago, no Chile. Porém, nos últimos anos, com o esforço conjunto dos países, novas rotas começaram a surgir, como a rota Brasil-Peru (Rodovia Interoceânica), e uma nova rodovia entre Brasil, Paraguai, norte da Argentina e norte do Chile (Corredor Bioceânico).
Existem mais de 2.000 aeroportos no Brasil. O país possui o segundo maior número de aeroportos do mundo, atrás apenas dos Estados Unidos. O Aeroporto Internacional de São Paulo, localizado na Região Metropolitana de São Paulo, é o maior e mais movimentado do país - o aeroporto conecta São Paulo a praticamente todas as principais cidades do mundo. O Brasil tem 44 aeroportos internacionais, como os do Rio de Janeiro, Brasília, Belo Horizonte, Porto Alegre, Florianópolis, Cuiabá, Salvador, Recife, Fortaleza, Belém e Manaus, entre outros. A Argentina tem aeroportos internacionais importantes, como os de Buenos Aires, Córdoba, Bariloche, Mendoza, Salta, Puerto Iguazú, Neuquén e Usuhaia, entre outros. O Chile tem aeroportos internacionais importantes, como os de Santiago, Antofagasta, Puerto Montt, Punta Arenas e Iquique, entre outros. A Colômbia tem aeroportos internacionais importantes, como os de Bogotá, Medellín, Cartagena, Cali e Barranquilla, entre outros. O Peru tem aeroportos internacionais importantes como os de Lima, Cuzco e Arequipa. Outros aeroportos importantes são os das capitais do Uruguai (Montevidéu), Paraguai (Assunção), Bolívia (La Paz) e Equador (Quito). Os 10 aeroportos mais movimentados da América do Sul em 2017 foram: São Paulo-Guarulhos (Brasil), Bogotá (Colômbia), São Paulo-Congonhas (Brasil), Santiago (Chile), Lima (Peru), Brasília (Brasil), Rio de Janeiro. (Brasil), Buenos Aires-Aeroparque (Argentina), Buenos Aires-Ezeiza (Argentina) e Minas Gerais (Brasil).
Sobre portos, o Brasil tem alguns dos portos mais movimentados da América do Sul, como o Porto de Santos, Porto do Rio de Janeiro, Porto de Paranaguá, Porto de Itajaí, Porto de Rio Grande e Porto de Suape. A Argentina possui portos como o Porto de Buenos Aires e o Porto de Rosário. O Chile tem portos importantes em Valparaíso, Caldera, Mejillones, Antofagasta, Iquique, Arica e Puerto Montt. A Colômbia possui portos importantes como os de Buenaventura e Baía de Cartagena. O Peru tem portos importantes em Callao, Ilo e Matarani. Os 15 portos mais ativos da América do Sul são: Porto de Santos (Brasil), Porto da Bahía de Cartagena (Colômbia), Callao (Peru), Guayaquil (Equador), Buenos Aires (Argentina), San Antonio (Chile), Buenaventura (Colômbia), Itajaí (Brasil), Valparaíso (Chile), Montevidéu (Uruguai), Paranaguá (Brasil), Rio Grande (Brasil), São Francisco do Sul (Brasil), Manaus (Brasil) e Coronel (Chile).
A malha ferroviária brasileira tem uma extensão de cerca de 30.000 quilômetros. É usado basicamente para transportar minerais. O transporte ferroviário de passageiros é deficitário em quase todo o mundo: mesmo na Europa, é realizado através de pesado subsídio estatal. No Brasil, não vem sendo aplicado, basicamente, por causar prejuízo ao invés de lucro: as empresas são livres para aplicá-lo mas optam por não fazê-lo. A Argentina tem uma rede de 47.000 km que já foi uma das maiores do mundo e continua a ser a mais longa da América Latina. Tinha cerca de 100 mil km de trilhos, mas o levantamento de trilhos e a ênfase no transporte motorizado foram reduzindo o volume de ferrovias gradativamente. Possui quatro trilhas diferentes e conexões internacionais com o Paraguai, Bolívia, Chile, Brasil e Uruguai. O Chile tem quase 7.000 km de ferrovias, com conexões para Argentina, Bolívia e Peru. A Colômbia tem apenas cerca de 3.500 km de ferrovias.
Dentre as principais vias navegáveis brasileiras, duas se destacam: Hidrovia Tietê-Paraná (que tem 2.400 km de extensão, sendo 1.600 no rio Paraná e 800 km no rio Tietê, escoando a produção agrícola dos estados de Mato Grosso, Mato Grosso do Sul, Goiás e parte de Rondônia, Tocantins e Minas Gerais) e Hidrovia do Solimões-Amazonas (tem dois trechos: Solimões, que vai de Tabatinga a Manaus, com aproximadamente 1600 km, e Amazonas, que se estende de Manaus a Belém, com 1650 km. Quase todo o transporte de passageiros da planície amazônica é feito por esta hidrovia, além de praticamente todo o transporte de cargas que vai para os centros regionais Belém e Manaus). No Brasil, esse transporte ainda é subutilizado: os trechos mais importantes das hidrovias, do ponto de vista econômico, localizam-se no Sudeste e no Sul do país. A sua plena utilização depende ainda da construção de eclusas, grandes dragagens e, principalmente, de portos que permitam a integração intermodal. Na Argentina, a rede hidroviária é composta pelos rios La Plata, Paraná, Paraguai e Uruguai. Os principais portos fluviais são Zárate e Campana. O porto de Buenos Aires é historicamente o primeiro em importância individual, mas a área conhecida como Up-River, que se estende ao longo de 67 km da porção Santa Fé do rio Paraná, reúne 17 portos que concentram 50% das exportações totais do país.

## Energia

### Brasil

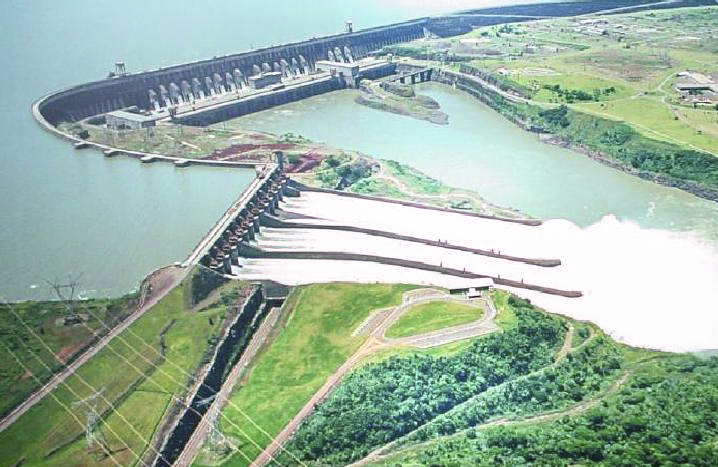
Represa de Itaipu no Paraná

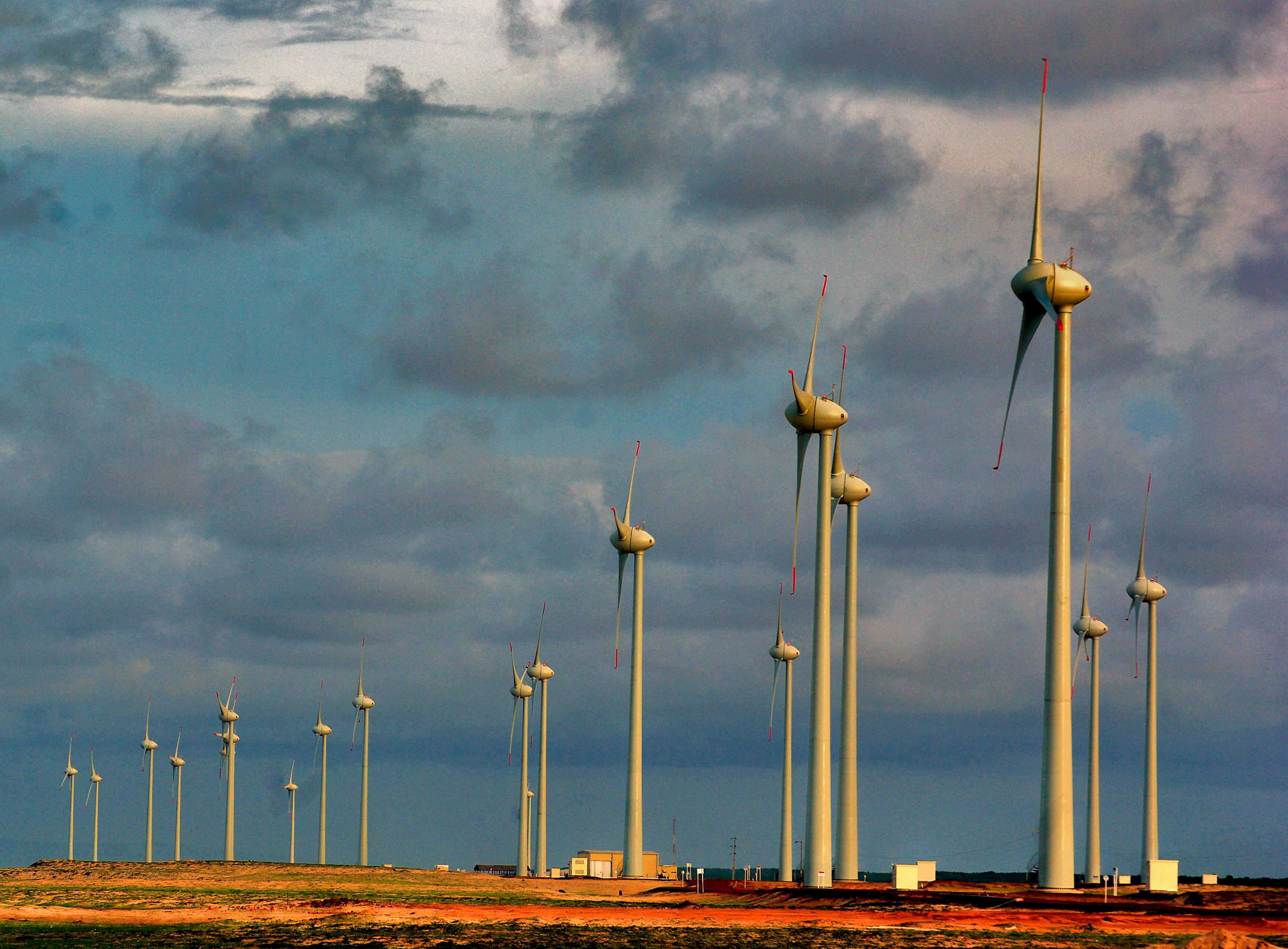
Energia eólica em Parnaíba

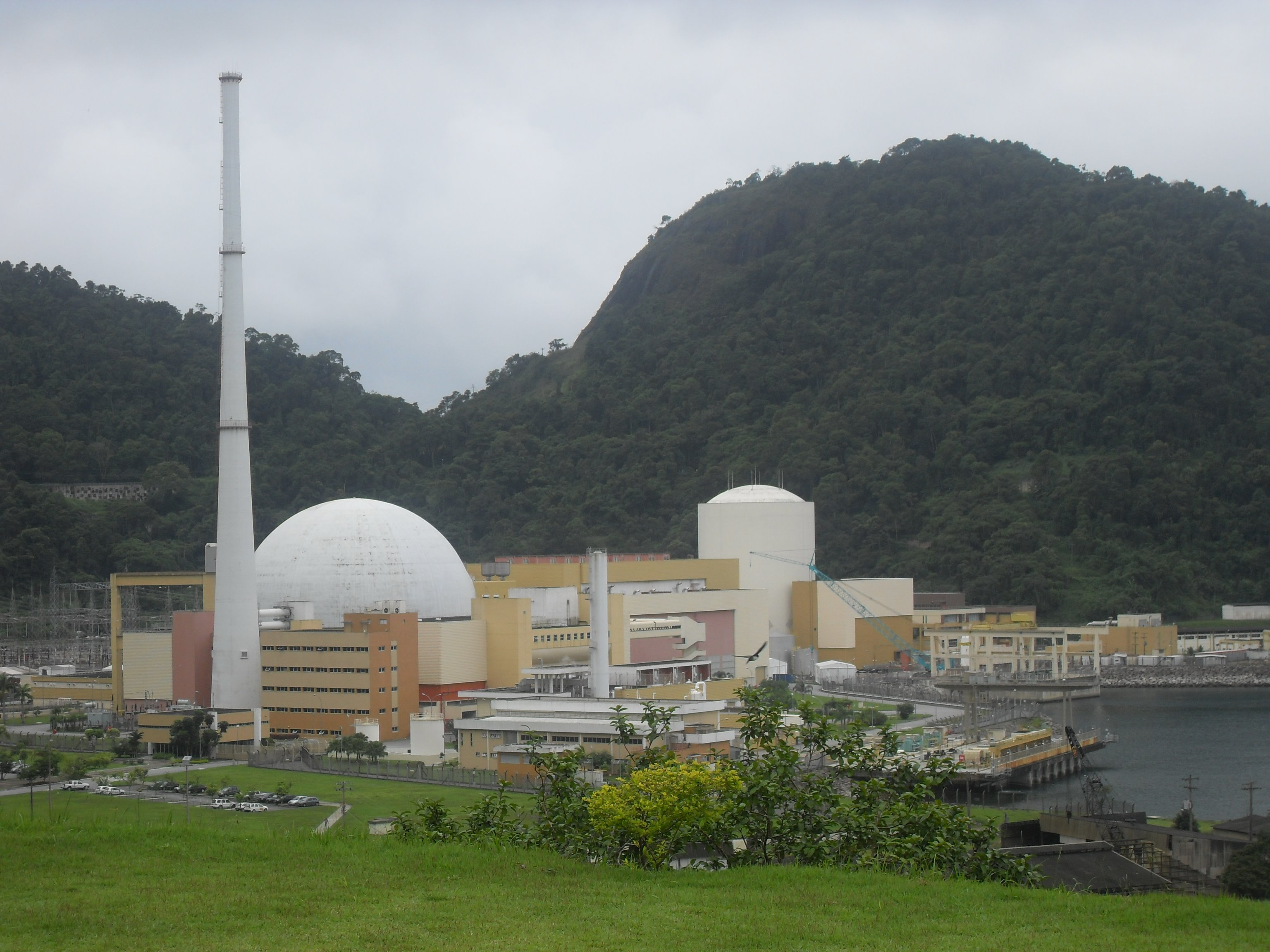
Central Nuclear Almirante Álvaro Alberto em Angra dos Reis, Rio de Janeiro

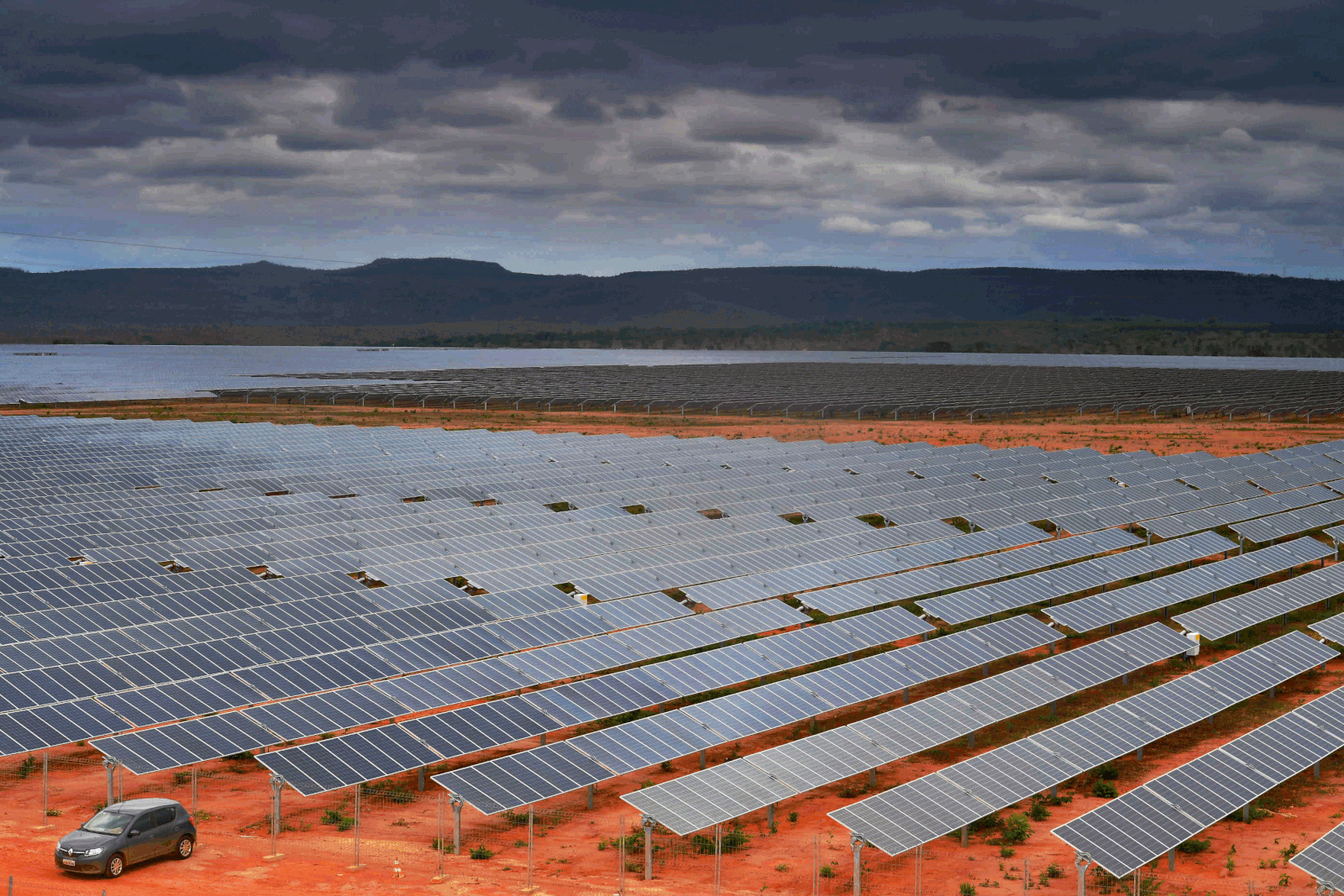
Complexo Solar Pirapora, o maior do Brasil e da América Latina com 321 MW

O governo brasileiro empreendeu, ao longo de décadas, um programa ambicioso para reduzir a dependência do petróleo importado. Anteriormente, as importações representavam mais de 70% das necessidades de petróleo do país, mas o Brasil tornou-se autossuficiente em petróleo em 2006-2007. O Brasil foi o 10.º maior produtor de petróleo do mundo em 2019, com 2,8 milhões de barris/dia. A produção consegue atender a demanda do país. No início de 2020, na produção de petróleo e gás natural, o país ultrapassou pela primeira vez 4 milhões de barris de óleo equivalente por dia. Em janeiro deste ano, foram extraídos 3,168 milhões de barris de petróleo por dia e 138,7 milhões de metros cúbicos de gás natural.
O Brasil é um dos maiores produtores mundiais de energia hidroelétrica. Em 2019, o Brasil contava com 217 usinas hidrelétricas em operação, com capacidade instalada de 98.581 MW, 60,16% da geração de energia do país. Na geração total de eletricidade, em 2019 o Brasil atingiu 170.000 MW de capacidade instalada, mais de 75% de fontes renováveis (a maioria hidrelétricas).
Em 2013, a Região Sudeste consumiu cerca de 50% da carga do Sistema Integrado Nacional (SIN), sendo a principal região consumidora de energia do país. A capacidade instalada de geração de eletricidade da região totalizou quase 42.500 MW, o que representou cerca de um terço da capacidade de geração do Brasil. A geração hidrelétrica representou 58% da capacidade instalada da região, os 42% restantes correspondendo basicamente à geração termelétrica. São Paulo representava 40% dessa capacidade; Minas Gerais em aproximadamente 25%; Rio de Janeiro com 13,3%; e o Espírito Santo representou o resto. A Região Sul possui a Usina de Itaipu, que foi a maior hidrelétrica do mundo por vários anos, até a inauguração da Hidrelétrica das Três Gargantas na China. Continua a ser a segunda maior hidrelétrica em operação no mundo. O Brasil é coproprietário da Usina de Itaipu com o Paraguai: a barragem está localizada no Rio Paraná, na fronteira entre os países. Tem uma capacidade instalada de geração de 14 GW, com 20 unidades geradoras de 700 MW cada. A Região Norte possui grandes hidrelétricas, como a Usina de Belo Monte e a Usina de Tucuruí, que produzem grande parte da energia nacional. O potencial hidrelétrico do Brasil ainda não foi totalmente explorado, então o país ainda tem capacidade para construir várias usinas de energia renovável em seu território.
Em 2019, estimava-se que o país teria um potencial de geração estimada de energia eólica em torno de 522 GW (isto, apenas em terra, desconsiderando as usinas eólicas que podem ser instaladas no mar), potência suficiente para atender três vezes a demanda atual do país. Em janeiro de 2022, de acordo com a ONS, a capacidade instalada total de energia eólica era de 21 GW, com um fator de capacidade médio de 58%. Embora o fator de capacidade eólica médio mundial seja de 24,7%, existem áreas no Nordeste do Brasil, especialmente no estado da Bahia, onde alguns parques eólicos registram um fator de capacidade médio superior a 60%; o fator de capacidade médio na Região Nordeste é de 45% no litoral e 49% no interior. Em 2019, a energia eólica representava 9% da energia gerada no país. Em 2021 o Brasil era o 7° país do mundo em termos de potência instalada de energia eólica (21 GW) e o 4.º país que mais produzia energia eólica (72 TWh), atrás apenas de China, EUA e Alemanha.
A energia nuclear representa cerca de 4% da eletricidade do Brasil. O monopólio de geração de energia nuclear é de propriedade da Eletronuclear (Eletrobrás Eletronuclear S/A), uma subsidiária integral da Eletrobrás. A energia nuclear é produzida por dois reatores em Angra. Está localizada na Usina Nuclear Almirante Álvaro Alberto (CNAAA), na Praia de Itaorna, em Angra dos Reis, Rio de Janeiro. É composto por dois reatores de água pressurizada, Angra I, com capacidade de 657 MW, conectado à rede elétrica em 1982, e Angra II, com capacidade de 1.350 MW, conectado em 2000. Um terceiro reator, Angra III, com um deverá ter 1.350 MW, deve ser concluído.
Em outubro de 2022, de acordo com a ONS, a capacidade instalada total de energia solar fotovoltaica era de 21 GW, com um fator de capacidade médio de 23%. Alguns dos estados brasileiros mais irradiados são MG (Minas Gerais), BA (Bahia) e GO (Goiás), que atualmente possuem recordes mundiais de irradiação. Em 2019, a energia solar representava 1,27% da energia gerada no país. Em 2021 o Brasil era o 14° país do mundo em termos de potência instalada de energia solar (13 GW), e o 11.º país do mundo que mais produzia energia solar (16,8 TWh).
Em 2020 o Brasil era o 2° país do mundo em termos de geração de energia através da biomassa (produção de energia através de biocombustíveis sólidos e resíduos renováveis), com 15,2 GW instalados.